# Liste des cantons français en Bourgogne-Franche-Comté depuis 2015
Cet article présente et répertorie la liste des 152 cantons de la région Bourgogne-Franche-Comté.

## Côte-d’Or (21) - 23 cantons
| Nom                    | Bureau centralisateur  | Communes              | Communes |
| ---------------------- | ---------------------- | --------------------- | --- |
| Arnay-le-Duc           | Arnay-le-Duc           | 90                    | Allerey, Antheuil, Antigny-la-Ville, Arconcey, Arnay-le-Duc, Aubaine, Aubigny-la-Ronce, Auxant, Bard-le-Régulier, Baubigny, Bellenot-sous-Pouilly, Bessey-en-Chaume, Bessey-la-Cour, Beurey-Bauguay, Blancey, Blanot, Bligny-sur-Ouche, Bouhey, Brazey-en-Morvan, La Bussière-sur-Ouche, Censerey, Chailly-sur-Armançon, Champignolles, Châteauneuf, Châtellenot, Chaudenay-la-Ville, Chaudenay-le-Château, Chazilly, Civry-en-Montagne, Clomot, Colombier, Commarin, Cormot-Vauchignon, Créancey, Crugey, Culètre, Cussy-la-Colonne, Cussy-le-Châtel, Diancey, Écutigny, Éguilly, Essey, Le Fête, Foissy, Jouey, Lacanche, Liernais, Longecourt-lès-Culêtre, Lusigny-sur-Ouche, Maconge, Magnien, Maligny, Manlay, Marcheseuil, Marcilly-Ogny, Martrois, Meilly-sur-Rouvres, Ménessaire, Mimeure, Molinot, Montceau-et-Écharnant, Mont-Saint-Jean, Musigny, Nolay, Painblanc, Pouilly-en-Auxois, La Rochepot, Rouvres-sous-Meilly, Saint-Pierre-en-Vaux, Saint-Prix-lès-Arnay, Sainte-Sabine, Santosse, Saussey, Savilly, Semarey, Sussey, Thoisy-le-Désert, Thomirey, Thorey-sur-Ouche, Thury, Val-Mont, Vandenesse-en-Auxois, Veilly, Veuvey-sur-Ouche, Vianges, Vic-des-Prés, Viévy, Villiers-en-Morvan, Voudenay. |
| Auxonne                | Auxonne                | 35                    | Athée, Auxonne, Billey, Binges, Champdôtre, Cirey-lès-Pontailler, Cléry, Drambon, Étevaux, Flagey-lès-Auxonne, Flammerans, Heuilley-sur-Saône, Labergement-lès-Auxonne, Lamarche-sur-Saône, Magny-Montarlot, Les Maillys, Marandeuil, Maxilly-sur-Saône, Montmançon, Perrigny-sur-l'Ognon, Poncey-lès-Athée, Pont, Pontailler-sur-Saône, Saint-Léger-Triey, Saint-Sauveur, Soirans, Soissons-sur-Nacey, Talmay, Tellecey, Tillenay, Tréclun, Vielverge, Villers-les-Pots, Villers-Rotin, Vonges. |
| Beaune                 | Beaune                 | 1                     | Beaune. |
| Brazey-en-Plaine       | Brazey-en-Plaine       | 38                    | Aubigny-en-Plaine, Auvillars-sur-Saône, Bagnot, Bonnencontre, Bousselange, Brazey-en-Plaine, Broin, Chamblanc, Charrey-sur-Saône, Chivres, Échenon, Esbarres, Franxault, Glanon, Grosbois-lès-Tichey, Jallanges, Labergement-lès-Seurre, Labruyère, Lanthes, Laperrière-sur-Saône, Lechâtelet, Losne, Magny-lès-Aubigny, Montagny-lès-Seurre, Montmain, Montot, Pagny-la-Ville, Pagny-le-Château, Pouilly-sur-Saône, Saint-Jean-de-Losne, Saint-Seine-en-Bâche, Saint-Symphorien-sur-Saône, Saint-Usage, Samerey, Seurre, Tichey, Trouhans, Trugny. |
| Châtillon-sur-Seine    | Châtillon-sur-Seine    | 107                   | Aignay-le-Duc, Aisey-sur-Seine, Ampilly-les-Bordes, Ampilly-le-Sec, Autricourt, Baigneux-les-Juifs, Balot, Beaulieu, Beaunotte, Belan-sur-Ource, Bellenod-sur-Seine, Beneuvre, Billy-lès-Chanceaux, Bissey-la-Côte, Bissey-la-Pierre, Boudreville, Bouix, Brémur-et-Vaurois, Brion-sur-Ource, Buncey, Bure-les-Templiers, Busseaut, Buxerolles, Cérilly, Chambain, Chamesson, Channay, Charrey-sur-Seine, Châtillon-sur-Seine, Chaugey, La Chaume, Chaume-lès-Baigneux, Chaumont-le-Bois, Chemin-d'Aisey, Coulmier-le-Sec, Courban, Duesme, Échalot, Essarois, Étalante, Étormay, Étrochey, Faverolles-lès-Lucey, Fontaines-en-Duesmois, Gevrolles, Gomméville, Les Goulles, Grancey-sur-Ource, Griselles, Gurgy-la-Ville, Gurgy-le-Château, Jours-lès-Baigneux, Laignes, Larrey, Leuglay, Lignerolles, Louesme, Lucey, Magny-Lambert, Maisey-le-Duc, Marcenay, Massingy, Mauvilly, Menesble, Meulson, Minot, Moitron, Molesme, Montigny-sur-Aube, Montliot-et-Courcelles, Mosson, Nicey, Nod-sur-Seine, Noiron-sur-Seine, Obtrée, Oigny, Origny, Orret, Poinçon-lès-Larrey, Poiseul-la-Ville-et-Laperrière, Pothières, Prusly-sur-Ource, Puits, Quemigny-sur-Seine, Recey-sur-Ource, Riel-les-Eaux, Rochefort-sur-Brévon, Saint-Broing-les-Moines, Saint-Germain-le-Rocheux, Saint-Marc-sur-Seine, Sainte-Colombe-sur-Seine, Savoisy, Semond, Terrefondrée, Thoires, Vannaire, Vanvey, Vertault, Veuxhaulles-sur-Aube, Villaines-en-Duesmois, Villedieu, Villers-Patras, Villiers-le-Duc, Villotte-sur-Ource, Vix, Voulaines-les-Templiers. |
| Chenôve                | Chenôve                | 2                     | Chenôve, Marsannay-la-Côte. |
| Chevigny-Saint-Sauveur | Chevigny-Saint-Sauveur | 6                     | Bressey-sur-Tille, Chevigny-Saint-Sauveur, Magny-sur-Tille, Neuilly-Crimolois, Quetigny, Sennecey-lès-Dijon. |
| Dijon-1                | Dijon                  | Fraction de Dijon     | La première partie de Dijon. |
| Dijon-2                | Dijon                  | Fraction de Dijon     | La deuxième partie de Dijon. |
| Dijon-3                | Dijon                  | Fraction de Dijon     | La troisième partie de Dijon. |
| Dijon-4                | Dijon                  | Fraction de Dijon     | La quatrième partie de Dijon. |
| Dijon-5                | Dijon                  | Fraction de Dijon     | La cinquième partie de Dijon. |
| Dijon-6                | Dijon                  | 2 + fraction de Dijon | Corcelles-les-Monts, Flavignerot et la dernière partie de Dijon. |
| Fontaine-lès-Dijon     | Fontaine-lès-Dijon     | 30                    | Ahuy, Asnières-lès-Dijon, Bellefond, Bligny-le-Sec, Bretigny, Brognon, Champagny, Clénay, Curtil-Saint-Seine, Daix, Darois, Étaules, Flacey, Fontaine-lès-Dijon, Hauteville-lès-Dijon, Messigny-et-Vantoux, Norges-la-Ville, Orgeux, Panges, Prenois, Ruffey-lès-Échirey, Saint-Julien, Saint-Martin-du-Mont, Saint-Seine-l'Abbaye, Saussy, Savigny-le-Sec, Trouhaut, Turcey, Val-Suzon, Villotte-Saint-Seine. |
| Genlis                 | Genlis                 | 22                    | Aiserey, Beire-le-Fort, Bessey-lès-Cîteaux, Cessey-sur-Tille, Chambeire, Collonges-et-Premières, Échigey, Fauverney, Genlis, Izeure, Izier, Labergement-Foigney, Longchamp, Longeault-Pluvault, Longecourt-en-Plaine, Marliens, Pluvet, Rouvres-en-Plaine, Tart, Tart-le-Bas, Thorey-en-Plaine, Varanges. |
| Is-sur-Tille           | Is-sur-Tille           | 50                    | Avelanges, Avot, Barjon, Boussenois, Busserotte-et-Montenaille, Bussières, Chaignay, Chanceaux, Chazeuil, Courlon, Courtivron, Crécey-sur-Tille, Cussey-les-Forges, Diénay, Échevannes, Épagny, Francheville, Foncegrive, Fraignot-et-Vesvrotte, Frénois, Gemeaux, Grancey-le-Château-Neuvelle, Is-sur-Tille, Lamargelle, Léry, Lux, Marcilly-sur-Tille, Marey-sur-Tille, Marsannay-le-Bois, Le Meix, Moloy, Orville, Pellerey, Pichanges, Poiseul-la-Grange, Poiseul-lès-Saulx, Poncey-sur-l'Ignon, Sacquenay, Salives, Saulx-le-Duc, Selongey, Spoy, Tarsul, Til-Châtel, Vaux-Saules, Vernois-lès-Vesvres, Vernot, Véronnes, Villecomte, Villey-sur-Tille. |
| Ladoix-Serrigny        | Ladoix-Serrigny        | 38                    | Aloxe-Corton, Auxey-Duresses, Bligny-lès-Beaune, Bouilland, Bouze-lès-Beaune, Chassagne-Montrachet, Chevigny-en-Valière, Chorey-lès-Beaune, Combertault, Corberon, Corcelles-les-Arts, Corgengoux, Corpeau, Ébaty, Échevronne, Ladoix-Serrigny, Levernois, Marigny-lès-Reullée, Mavilly-Mandelot, Meloisey, Merceuil, Meursanges, Meursault, Montagny-lès-Beaune, Monthelie, Nantoux, Pernand-Vergelesses, Pommard, Puligny-Montrachet, Ruffey-lès-Beaune, Saint-Aubin, Saint-Romain, Sainte-Marie-la-Blanche, Santenay, Savigny-lès-Beaune, Tailly, Vignoles, Volnay. |
| Longvic                | Longvic                | 26                    | Bévy, Bretenière, Brochon, Chambœuf, Chambolle-Musigny, Chevannes, Collonges-lès-Bévy, Couchey, Curley, Curtil-Vergy, Détain-et-Bruant, L'Étang-Vergy, Fénay, Fixin, Gevrey-Chambertin, Longvic, Messanges, Morey-Saint-Denis, Ouges, Perrigny-lès-Dijon, Reulle-Vergy, Segrois, Semezanges, Ternant, Urcy, Valforêt. |
| Montbard               | Montbard               | 57                    | Alise-Sainte-Reine, Arrans, Asnières-en-Montagne, Athie, Benoisey, Boux-sous-Salmaise, Buffon, Bussy-le-Grand, Champ-d'Oiseau, Charencey, Corpoyer-la-Chapelle, Courcelles-lès-Montbard, Crépand, Darcey, Éringes, Étais, Fain-lès-Montbard, Fain-lès-Moutiers, Flavigny-sur-Ozerain, Fontaines-les-Sèches, Fresnes, Frôlois, Gissey-sous-Flavigny, Grésigny-Sainte-Reine, Grignon, Hauteroche, Jailly-les-Moulins, Lucenay-le-Duc, Marigny-le-Cahouët, Marmagne, Ménétreux-le-Pitois, Montbard, Montigny-Montfort, Moutiers-Saint-Jean, Mussy-la-Fosse, Nesle-et-Massoult, Nogent-lès-Montbard, Planay, Pouillenay, Quincerot, Quincy-le-Vicomte, La Roche-Vanneau, Rougemont, Saint-Germain-lès-Senailly, Saint-Rémy, Salmaise, Seigny, Senailly, Source-Seine, Thenissey, Touillon, Venarey-les-Laumes, Verdonnet, Verrey-sous-Salmaise, Villaines-les-Prévôtes, La Villeneuve-les-Convers, Viserny. |
| Nuits-Saint-Georges    | Nuits-Saint-Georges    | 34                    | Agencourt, Arcenant, Argilly, Barges, Boncourt-le-Bois, Broindon, Chaux, Comblanchien, Corcelles-lès-Cîteaux, Corgoloin, Épernay-sous-Gevrey, Flagey-Échézeaux, Fussey, Gerland, Gilly-lès-Cîteaux, Magny-lès-Villers, Marey-lès-Fussey, Meuilley, Noiron-sous-Gevrey, Nuits-Saint-Georges, Premeaux-Prissey, Quincey, Saint-Bernard, Saint-Nicolas-lès-Cîteaux, Saint-Philibert, Saulon-la-Chapelle, Saulon-la-Rue, Savouges, Villars-Fontaine, Villebichot, Villers-la-Faye, Villy-le-Moutier, Vosne-Romanée, Vougeot. |
| Saint-Apollinaire      | Saint-Apollinaire      | 37                    | Arceau, Arc-sur-Tille, Beaumont-sur-Vingeanne, Beire-le-Châtel, Belleneuve, Bèze, Bézouotte, Blagny-sur-Vingeanne, Bourberain, Champagne-sur-Vingeanne, Charmes, Chaume-et-Courchamp, Cheuge, Couternon, Cuiserey, Dampierre-et-Flée, Fontaine-Française, Fontenelle, Jancigny, Licey-sur-Vingeanne, Magny-Saint-Médard, Mirebeau-sur-Bèze, Montigny-Mornay-Villeneuve-sur-Vingeanne, Noiron-sur-Bèze, Oisilly, Orain, Pouilly-sur-Vingeanne, Remilly-sur-Tille, Renève, Saint-Apollinaire, Saint-Maurice-sur-Vingeanne, Saint-Seine-sur-Vingeanne, Savolles, Tanay, Trochères, Varois-et-Chaignot, Viévigne. |
| Semur-en-Auxois        | Semur-en-Auxois        | 88                    | Aisy-sous-Thil, Arnay-sous-Vitteaux, Avosnes, Bard-lès-Époisses, Beurizot, Boussey, Brain, Braux, Brianny, Champeau-en-Morvan, Champrenault, Charigny, Charny, Chassey, Chevannay, Clamerey, Corrombles, Corsaint, Courcelles-Frémoy, Courcelles-lès-Semur, Dampierre-en-Montagne, Dompierre-en-Morvan, Époisses, Fontangy, Forléans, Genay, Gissey-le-Vieil, Jeux-lès-Bard, Juillenay, Juilly, Lacour-d'Arcenay, Lantilly, Magny-la-Ville, Marcellois, Marcigny-sous-Thil, Marcilly-et-Dracy, Massingy-lès-Semur, Massingy-lès-Vitteaux, Millery, Missery, Molphey, Montberthault, Montigny-Saint-Barthélemy, Montigny-sur-Armançon, Montlay-en-Auxois, La Motte-Ternant, Nan-sous-Thil, Noidan, Normier, Pont-et-Massène, Posanges, Précy-sous-Thil, La Roche-en-Brenil, Roilly, Rouvray, Saffres, Saint-Andeux, Saint-Didier, Saint-Euphrône, Saint-Germain-de-Modéon, Saint-Hélier, Saint-Mesmin, Saint-Thibault, Sainte-Colombe-en-Auxois, Saulieu, Semur-en-Auxois, Sincey-lès-Rouvray, Souhey, Soussey-sur-Brionne, Thoisy-la-Berchère, Thorey-sous-Charny, Thoste, Torcy-et-Pouligny, Toutry, Uncey-le-Franc, Le Val-Larrey, Velogny, Vesvres, Vic-de-Chassenay, Vic-sous-Thil, Vieux-Château, Villargoix, Villars-et-Villenotte, Villeberny, Villeferry, Villeneuve-sous-Charigny, Villy-en-Auxois, Vitteaux. |
| Talant                 | Talant                 | 34                    | Agey, Ancey, Arcey, Aubigny-lès-Sombernon, Barbirey-sur-Ouche, Baulme-la-Roche, Blaisy-Bas, Blaisy-Haut, Bussy-la-Pesle, Drée, Échannay, Fleurey-sur-Ouche, Gergueil, Gissey-sur-Ouche, Grenant-lès-Sombernon, Grosbois-en-Montagne, Lantenay, Mâlain, Mesmont, Montoillot, Pasques, Plombières-lès-Dijon, Prâlon, Remilly-en-Montagne, Saint-Anthot, Saint-Jean-de-Bœuf, Saint-Victor-sur-Ouche, Sainte-Marie-sur-Ouche, Savigny-sous-Mâlain, Sombernon, Talant, Velars-sur-Ouche, Verrey-sous-Drée, Vieilmoulin. |

## Doubs (25) - 19 cantons
| Nom             | Bureau centralisateur | Communes                  | Communes |
| --------------- | --------------------- | ------------------------- | --- |
| Audincourt      | Audincourt            | 9                         | Arbouans, Audincourt, Badevel, Dampierre-les-Bois, Dasle, Hérimoncourt, Seloncourt, Taillecourt, Vandoncourt. |
| Baume-les-Dames | Baume-les-Dames       | 96                        | Abbenans, Adam-Les-Passavant, Aïssey, Autechaux, Avilley, Battenans-Les-Mines, Baume-les-Dames, Blarians, Bonnal, Bonnay, Bouclans, Breconchaux, La Bretenière, Bretigney-Notre-Dame, Cendrey, Champlive, Châtillon-Guyotte, Chevroz, Corcelle-Mieslot, Côtebrune, Cubrial, Cubry, Cusance, Cuse-et-Adrisans, Cussey-sur-L’Ognon, Dammartin-les-Templiers, Devecey, Esnans, Flagey-Rigney, Fontenelle-Montby, Fontenotte, Fourbanne, Geneuille, Germondans, Glamondans, Gondenans Montby, Gondenans-les-Moulins, Gonsans, Gouhelans, Grosbois, Guillon-les-Bains, Huanne-Montmartin, Hyèvre-Magny, Hyèvre-Paroisse, Laissey, Le Puy, L’Écouvotte, Lomont-sur-Crête, Luxiol, Mérey-Vieilley, Mésandans, Moncey, Mondon, Montagney-Servigney, Montivernage, Montussaint, Naisey-les-Granges, Nans, Ollans, Osse, Ougney-Douvot, Palise, Passavant, Pont-les-Moulins, Pouligney-Lusans, Puessans, Rigney, Rignosot, Rillans, Rognon, Romain, Rougemont, Rougemontot, Roulans, Saint-Hilaire, Saint-Juan, Séchin, Silley-Bléfond, Tallans, Thurey-le-Mont, La Tour-de-Sçay, Tournans, Tressandans, Trouvans, Uzelle, Val-de-Roulans, Valleroy, Venise, Vennans, Vergranne, Verne, Vieilley, Viéthorey, Villers-Grélot, Villers-Saint-Martin, Voillans. |
| Bavans          | Bavans                | 71                        | Accolans, Aibre, Allondans, Anteuil, Appenans, Arcey, Bavans, Belvoir, Berche, Beutal, Blussangeaux, Blussans, Bournois, Branne, Bretigney, Chazot, Colombier-Fontaine, Crosey-le-Grand, Crosey-le-Petit, Dampierre-sur-le-Doubs, Désandans, Dung, Échenans, Étouvans, Étrappe, Faimbe, Fontaine-lès-Clerval, Gémonval, Geney, L'Hôpital-Saint-Lieffroy, Hyémondans, L'Isle-sur-le-Doubs, Issans, Laire, Lanans, Lanthenans, Longevelle-sur-Doubs, Lougres, Mancenans, Marvelise, Médière, Montenois, Onans, Orve, Pays-de-Clerval, Pompierre-sur-Doubs, Présentevillers, La Prétière, Rahon, Randevillers, Rang, Raynans, Roche-lès-Clerval, Saint-Georges-Armont, Saint-Julien-lès-Montbéliard, Saint-Maurice-Colombier, Sainte-Marie, Sancey, Semondans, Servin, Sourans, Soye, Surmont, Valonne, Vaudrivillers, Vellerot-lès-Belvoir, Vellevans, Vernois-lès-Belvoir, Le Vernoy, Villars-sous-Écot, Vyt-lès-Belvoir. |
| Besançon-1      | Besançon              | 6 + fraction de Besançon  | Avanne-Aveney, Chemaudin-et-Vaux, Dannemarie-sur-Crète, Franois, Grandfontaine, Rancenay et la première partie de Besançon. |
| Besançon-2      | Besançon              | 11 + fraction de Besançon | Audeux, Champagney, Champvans-les-Moulins, Chaucenne, École-Valentin, Mazerolles-le-Salin, Noironte, Pelousey, Pirey, Pouilley-les-Vignes, Serre-les-Sapins et la deuxième partie de Besançon. |
| Besançon-3      | Besançon              | 4 + fraction de Besançon  | Les Auxons, Châtillon-le-Duc, Miserey-Salines, Tallenay et la troisième partie de Besançon. |
| Besançon-4      | Besançon              | 6 + fraction de Besançon  | Braillans, Chalèze, Chalezeule, Champoux, Marchaux-Chaudefontaine, Thise et la quatrième partie de Besançon. |
| Besançon-5      | Besançon              | 14 + fraction de Besançon | Amagney, La Chevillotte, Deluz, Fontain, Gennes, Mamirolle, Montfaucon, Morre, Nancray, Novillars, Roche-lez-Beaupré, Saône, Vaire, La Vèze et la cinquième partie de Besançon. |
| Besançon-6      | Besançon              | 10 + fraction de Besançon | Beure, Boussières, Busy, Larnod, Montferrand-le-Château, Osselle-Routelle, Pugey, Thoraise, Torpes, Vorges-les-Pins et la dernière partie de Besançon. |
| Bethoncourt     | Bethoncourt           | 11                        | Allenjoie, Bethoncourt, Brognard, Dambenois, Étupes, Exincourt, Fesches-le-Châtel, Grand-Charmont, Nommay, Sochaux, Vieux-Charmont. |
| Frasne          | Frasne                | 47                        | Arc-sous-Montenot, Bannans, Bonnevaux, Boujailles, Bouverans, Brey-et-Maison-du-Bois, Bulle, Chapelle-des-Bois, Chapelle-d'Huin, Châtelblanc, Chaux-Neuve, Courvières, Le Crouzet, Dompierre-les-Tilleuls, Fourcatier-et-Maison-Neuve, Les Fourgs, Frasne, Gellin, Les Grangettes, Les Hôpitaux-Neufs, Les Hôpitaux-Vieux, Jougne, Labergement-Sainte-Marie, Levier, Longevilles-Mont-d'Or, Malbuisson, Malpas, Métabief, Montperreux, Mouthe, Oye-et-Pallet, Petite-Chaux, La Planée, Les Pontets, Reculfoz, Remoray-Boujeons, La Rivière-Drugeon, Rochejean, Rondefontaine, Saint-Antoine, Saint-Point-Lac, Sarrageois, Touillon-et-Loutelet, Vaux-et-Chantegrue, Les Villedieu, Villeneuve-d'Amont, Villers-sous-Chalamont. |
| Maîche          | Maîche                | 51                        | Abbévillers, Autechaux-Roide, Belfays, Bief, Blamont, Bondeval, Les Bréseux, Burnevillers, Cernay-l'Église, Chamesol, Charmauvillers, Charquemont, Courtefontaine, Dampjoux, Damprichard, Dannemarie, Les Écorces, Écurcey, Ferrières-le-Lac, Fessevillers, Fleurey, Fournet-Blancheroche, Frambouhans, Froidevaux, Glay, Glère, Goumois, Indevillers, Liebvillers, Maîche, Mancenans-Lizerne, Meslières, Montancy, Montandon, Mont-de-Vougney, Montécheroux, Montjoie-le-Château, Orgeans-Blanchefontaine, Pierrefontaine-lès-Blamont, Les Plains-et-Grands-Essarts, Roches-lès-Blamont, Saint-Hippolyte, Soulce-Cernay, Les Terres-de-Chaux, Thiébouhans, Thulay, Trévillers, Urtière, Valoreille, Vaufrey, Villars-lès-Blamont. |
| Montbéliard     | Montbéliard           | 4                         | Bart, Courcelles-lès-Montbéliard, Montbéliard, Sainte-Suzanne. |
| Morteau         | Morteau               | 25                        | Le Barboux, Le Bélieu, Le Bizot, Bonnétage, La Bosse, La Chenalotte, Les Combes, Les Fins, Les Fontenelles, Grand'Combe-Châteleu, Grand'Combe-des-Bois, Les Gras, Laval-le-Prieuré, Le Luhier, Le Mémont, Montbéliardot, Mont-de-Laval, Montlebon, Morteau, Narbief, Noël-Cerneux, Plaimbois-du-Miroir, Le Russey, Saint-Julien-lès-Russey, Villers-le-Lac. |
| Ornans          | Ornans                | 53                        | Les Alliés, Amancey, Amathay-Vésigneux, Amondans, Arçon, Arc-sous-Cicon, Aubonne, Bolandoz, Bugny, Cademène, Chantrans, Chassagne-Saint-Denis, Châteauvieux-les-Fossés, La Chaux, Cléron, Crouzet-Migette, Déservillers, Durnes, Échevannes, Éternoz-Vallée-du-Lison, Évillers, Fertans, Flagey, Gevresin, Gilley, L'Hôpital-du-Grosbois, Lavans-Vuillafans, Lizine, Lods, Longeville, Maisons-du-Bois-Lièvremont, Malans, Malbrans, Montgesoye, Montmahoux, Les Monts-Ronds, Mouthier-Haute-Pierre, Nans-sous-Sainte-Anne, Ornans, Ouhans, Pays-de-Montbenoît, Renédale, Reugney, Saint-Gorgon-Main, Sainte-Anne, Saraz, Saules, Scey-Maisières, Septfontaines, Silley-Amancey, Tarcenay-Foucherans, Trépot, Val-d'Usiers, Vuillafans. |
| Pontarlier      | Pontarlier            | 10                        | Chaffois, La Cluse-et-Mijoux, Dommartin, Doubs, Granges-Narboz, Houtaud, Pontarlier, Sainte-Colombe, Verrières-de-Joux, Vuillecin. |
| Saint-Vit       | Saint-Vit             | 61                        | Abbans-Dessous, Abbans-Dessus, Arc-et-Senans, Bartherans, Berthelange, Brères, Buffard, Burgille, By, Byans-sur-Doubs, Cessey, Charnay, Chay, Chenecey-Buillon, Chevigney-sur-l'Ognon, Chouzelot, Corcelles-Ferrières, Corcondray, Courcelles, Courchapon, Cussey-sur-Lison, Échay, Émagny, Épeugney, Étrabonne, Ferrières-les-Bois, Fourg, Franey, Goux-sous-Landet, Jallerange, Lantenne-Vertière, Lavans-Quingey, Lavernay, Liesle, Lombard, Mercey-le-Grand, Mesmay, Moncley, Montrond-le-Château, Le Moutherot, Myon, Palantine, Paroy, Pessans, Placey, Pouilley-Français, Quingey, Recologne, Rennes-sur-Loue, Ronchaux, Roset-Fluans, Rouhe, Ruffey-le-Château, Rurey, Saint-Vit, Samson, Sauvagney, Le Val, Velesmes-Essarts, Villars-Saint-Georges, Villers-Buzon. |
| Valdahon        | Valdahon              | 58                        | Adam-lès-Vercel, Avoudrey, Battenans-Varin, Belleherbe, Belmont, Bremondans, Bretonvillers, Chamesey, Charmoille, Chaux-lès-Passavant, Chevigney-lès-Vercel, Consolation-Maisonnettes, Cour-Saint-Maurice, Courtetain-et-Salans, Domprel, Épenouse, Épenoy, Étalans, Étray, Eysson, Fallerans, Flangebouche, Fuans, Germéfontaine, Fournets-Luisans, Grandfontaine-sur-Creuse, La Grange, Guyans-Durnes, Guyans-Vennes, Landresse, Laviron, Longechaux, Longemaison, Longevelle-lès-Russey, Loray, Magny-Châtelard, Orchamps-Vennes, Orsans, Ouvans, Passonfontaine, Péseux, Pierrefontaine-les-Varans, Plaimbois-Vennes, Les Premiers Sapins, Provenchère, Rosières-sur-Barbèche, Rosureux, La Sommette, Valdahon, Vaucluse, Vauclusotte, Vellerot-lès-Vercel, Vennes, Vercel-Villedieu-le-Camp, Vernierfontaine, Villers-Chief, Villers-la-Combe, Voires. |
| Valentigney     | Valentigney           | 15                        | Bourguignon, Dambelin, Écot, Feule, Goux-lès-Dambelin, Mandeure, Mathay, Neuchâtel-Urtière, Noirefontaine, Pont-de-Roide-Vermondans, Rémondans-Vaivre, Solemont, Valentigney, Villars-sous-Dampjoux, Voujeaucourt. |

## Jura (39) - 17 cantons
| Nom                        | Communes                         | Communes |
| -------------------------- | -------------------------------- | --- |
| Arbois                     | 36                               | Abergement-le-Grand, Abergement-lès-Thésy, Aiglepierre, Arbois, Aresches, Les Arsures, Bracon, Cernans, La Chapelle-sur-Furieuse, La Châtelaine, Chaux-Champagny, Chilly-sur-Salins, Clucy, Dournon, La Ferté, Geraise, Ivory, Ivrey, Lemuy, Marnoz, Mathenay, Mesnay, Molamboz, Montigny-lès-Arsures, Montmarlon, Les Planches-près-Arbois, Pont-d'Héry, Pretin, Pupillin, Saint-Cyr-Montmalin, Saint-Thiébaud, Saizenay, Salins-les-Bains, Thésy, Vadans, Villette-lès-Arbois. |
| Authume                    | 45                               | Amange, Archelange, Audelange, Authume, Auxange, Baverans, Biarne, Brans, Brevans, Champagney, Châtenois, Chevigny, Dammartin-Marpain, Éclans-Nenon, Falletans, Frasne-les-Meulières, Gendrey, Gredisans, Jouhe, Lavangeot, Lavans-lès-Dole, Louvatange, Malange, Menotey, Moissey, Montmirey-la-Ville, Montmirey-le-Château, Mutigney, Offlanges, Ougney, Pagney, Peintre, Pointre, Rainans, Rochefort-sur-Nenon, Romain, Romange, Rouffange, Saligney, Sermange, Serre-les-Moulières, Taxenne, Thervay, Vitreux, Vriange. |
| Bletterans                 | 58                               | Abergement-le-Petit, Arlay, Aumont, Barretaine, Bersaillin, Biefmorin, Bletterans, Bois-de-Gand, Brainans, Champrougier, Chapelle-Voland, La Charme, La Chassagne, Le Chateley, Chaumergy, La Chaux-en-Bresse, Chemenot, Chêne-Sec, Colonne, Commenailles, Cosges, Darbonnay, Desnes, Les Deux-Fays, Fontainebrux, Foulenay, Francheville, Grozon, Larnaud, Lombard, Mantry, Miéry, Monay, Montholier, Nance, Neuvilley, Oussières, Passenans, Plasne, Quintigny, Recanoz, Relans, Les Repôts, Ruffey-sur-Seille, Rye, Saint-Lamain, Saint-Lothain, Sellières, Sergenaux, Sergenon, Toulouse-le-Château, Tourmont, Vers-sous-Sellières, Villerserine, Villers-les-Bois, Villevieux, Le Villey, Vincent-Froideville. |
| Champagnole                | 32                               | Andelot-en-Montagne, Ardon, Bourg-de-Sirod, Champagnole, Chapois, Châtelneuf, Cize, Crotenay, Équevillon, Le Larderet, Le Latet, Lent, Loulle, Monnet-la-Ville, Montigny-sur-l'Ain, Montrond, Mont-sur-Monnet, Moutoux, Les Nans, Ney, Le Pasquier, Pillemoine, Pont-du-Navoy, Saint-Germain-en-Montagne, Sapois, Sirod, Supt, Syam, Valempoulières, Vannoz, Le Vaudioux, Vers-en-Montagne. |
| Dole-1                     | 4 + fraction de Dole             | Champvans, Foucherans, Monnières, Sampans et la première partie de Dole. |
| Dole-2                     | 6 + fraction de Dole             | Choisey, Crissey, Damparis, Gevry, Parcey, Villette-lès-Dole et la seconde partie de Dole. |
| Lons-le-Saunier-1          | 8 + fraction de Lons-le-Saunier  | Chille, Condamine, Courlans, Courlaoux, L'Étoile, Montmorot, Saint-Didier, Villeneuve-sous-Pymont et la première partie de Lons-le-Saunier. |
| Lons-le-Saunier-2          | 11 + fraction de Lons-le-Saunier | Bornay, Chilly-le-Vignoble, Courbouzon, Frébuans, Geruge, Gevingey, Macornay, Messia-sur-Sorne, Moiron, Trenal, Vernantois et la seconde partie de Lons-le-Saunier. |
| Moirans-en-Montagne        | 50                               | Alièze, Arinthod, Aromas, Beffia, La Boissière, Cernon, Chambéria, Chancia, Charchilla, Charnod, Châtel-de-Joux, Chavéria, Condes, Cornod, Courbette, Coyron, Crenans, Les Crozets, Dompierre-sur-Mont, Dramelay, Écrille, Étival, Genod, Jeurre, Lect, Maisod, Marigna-sur-Valouse, Marnézia, Martigna, Mérona, Meussia, Moirans-en-Montagne, Montcusel, Moutonne, Nancuise, Onoz, Orgelet, Pimorin, Plaisia, Présilly, Reithouse, Rothonay, Saint-Hymetière-sur-Valouse, Sarrogna, Thoirette-Coisia, La Tour-du-Meix, Valzin en Petite Montagne, Vescles, Villards-d'Héria, Vosbles-Valfin. |
| Mont-sous-Vaudrey          | 39                               | Augerans, Bans, La Barre, Belmont, La Bretenière, Chamblay, Champagne-sur-Loue, Chatelay, Chissey-sur-Loue, Courtefontaine, Cramans, Dampierre, Écleux, Étrepigney, Évans, Fraisans, Germigney, Grange-de-Vaivre, La Loye, Montbarrey, Monteplain, Mont-sous-Vaudrey, Mouchard, Nevy-lès-Dole, Orchamps, Ounans, Our, Pagnoz, Plumont, Port-Lesney, Ranchot, Rans, Salans, Santans, Souvans, Vaudrey, La Vieille-Loye, Villeneuve-d'Aval, Villers-Farlay |
| Hauts de Bienne            | 7                                | Bellefontaine, Bois-d'Amont, Hauts de Bienne, Longchaumois, Morbier, Prémanon, Les Rousses |
| Poligny                    | 41                               | Baume-les-Messieurs, Besain, Blois-sur-Seille, Blye, Bonnefontaine, Briod, Buvilly, Chamole, Chaussenans, Château-Chalon, Châtillon, Conliège, Domblans, Fay-en-Montagne, Le Fied, Frontenay, Hauteroche, Ladoye-sur-Seille, Lavigny, Le Louverot, La Marre, Menétru-le-Vignoble, Molain, Montaigu, Montain, Nevy-sur-Seille, Nogna, Pannessières, Perrigny, Picarreau, Le Pin, Plainoiseau, Poids-de-Fiole, Poligny, Publy, Revigny, Saint-Maur, Verges, Le Vernois, Vevy, Voiteur. |
| Saint-Amour                | 32                               | Andelot-Morval, Augea, Augisey, Balanod, Beaufort-Orbagna, Broissia, Cesancey, La Chailleuse, Chevreaux, Cousance, Cressia, Cuisia, Digna, Gigny, Gizia, Graye-et-Charnay, Loisia, Maynal, Monnetay, Montagna-le-Reconduit, Montfleur, Montlainsia, Montrevel, Rosay, Rotalier, Saint-Amour, Thoissia, Les Trois Châteaux, Val-d'Épy, Val-Sonnette, Val Suran, Véria. |
| Saint-Claude               | 6                                | Avignon-lès-Saint-Claude, Leschères, Nanchez, Ravilloles, La Rixouse, Saint-Claude. |
| Saint-Laurent-en-Grandvaux | 66                               | Arsure-Arsurette, Barésia-sur-l'Ain, Bief-des-Maisons, Bief-du-Fourg, Billecul, Boissia, Bonlieu, Censeau, Cerniébaud, Les Chalesmes, Charcier, Charency, Charézier, La Chaumusse, Chaux-des-Crotenay, La Chaux-du-Dombief, Chevrotaine, Clairvaux-les-Lacs, Cogna, Conte, Crans, Cuvier, Denezières, Doucier, Doye, Entre-deux-Monts, Esserval-Tartre, La Favière, Foncine-le-Bas, Foncine-le-Haut, Fontenu, Fort-du-Plasne, Fraroz, La Frasnée, Le Frasnois, Gillois, Grande-Rivière Château, Hautecour, Lac-des-Rouges-Truites, Largillay-Marsonnay, La Latette, Longcochon, Marigny, Menétrux-en-Joux, Mesnois, Mièges, Mignovillard, Mournans-Charbonny, Nozeroy, Onglières, Patornay, Les Planches-en-Montagne, Plénise, Plénisette, Pont-de-Poitte, Rix, Saffloz, Saint-Laurent-en-Grandvaux, Saint-Maurice-Crillat, Saint-Pierre, Saugeot, Songeson, Soucia, Thoiria, Uxelles, Vertamboz. |
| Coteaux du Lizon           | 20                               | Bellecombe, Les Bouchoux, Chassal-Molinges, Choux, Coiserette, Coteaux du Lizon, Coyrière, Lajoux, Lamoura, Larrivoire, Lavancia-Epercy, Lavans-lès-Saint-Claude, Les Moussières, La Pesse, Rogna, Septmoncel les Molunes, Vaux-lès-Saint-Claude, Villard-Saint-Sauveur, Viry, Vulvoz. |
| Tavaux                     | 29                               | Abergement-la-Ronce, Annoire, Asnans-Beauvoisin, Aumur, Balaiseaux, Bretenières, Chaînée-des-Coupis, Champdivers, Chaussin, Chemin, Chêne-Bernard, Le Deschaux, Les Essards-Taignevaux, Gatey, Les Hays, Longwy-sur-le-Doubs, Molay, Neublans-Abergement, Peseux, Petit-Noir, Pleure, Rahon, Saint-Aubin, Saint-Baraing, Saint-Loup, Séligney, Tassenières, Tavaux, Villers-Robert. |

## Nièvre(58) - 17 cantons
| Canton                                 | Commune                   | Code Insee |
| -------------------------------------- | ------------------------- | ---------- |
| Château-Chinon                         | Achun                     | 58001      |
| Château-Chinon                         | Alligny-en-Morvan         | 58003      |
| Château-Chinon                         | Alluy                     | 58004      |
| Château-Chinon                         | Arleuf                    | 58010      |
| Château-Chinon                         | Aunay-en-Bazois           | 58017      |
| Château-Chinon                         | Biches                    | 58030      |
| Château-Chinon                         | Blismes                   | 58034      |
| Château-Chinon                         | Brinay                    | 58040      |
| Château-Chinon                         | Château-Chinon            | 58062      |
| Château-Chinon                         | Châtillon-en-Bazois       | 58065      |
| Château-Chinon                         | Châtin                    | 58066      |
| Château-Chinon                         | Chaumard                  | 58068      |
| Château-Chinon                         | Chougny                   | 58076      |
| Château-Chinon                         | Corancy                   | 58082      |
| Château-Chinon                         | Dommartin                 | 58099      |
| Château-Chinon                         | Dun-sur-Grandry           | 58107      |
| Château-Chinon                         | Fâchin                    | 58111      |
| Château-Chinon                         | Gien-sur-Cure             | 58125      |
| Château-Chinon                         | Glux-en-Glenne            | 58128      |
| Château-Chinon                         | Gouloux                   | 58129      |
| Château-Chinon                         | Lavault-de-Frétoy         | 58141      |
| Château-Chinon                         | Limanton                  | 58142      |
| Château-Chinon                         | Mont-et-Marré             | 58175      |
| Château-Chinon                         | Montapas                  | 58171      |
| Château-Chinon                         | Montigny-en-Morvan        | 58177      |
| Château-Chinon                         | Montreuillon              | 58179      |
| Château-Chinon                         | Montsauche-les-Settons    | 58180      |
| Château-Chinon                         | Moux-en-Morvan            | 58185      |
| Château-Chinon                         | Onlay                     | 58199      |
| Château-Chinon                         | Ougny                     | 58202      |
| Château-Chinon                         | Ouroux-en-Morvan          | 58205      |
| Château-Chinon                         | Planchez                  | 58210      |
| Château-Chinon                         | Saint-Agnan               | 58226      |
| Château-Chinon                         | Saint-Brisson             | 58235      |
| Château-Chinon                         | Saint-Hilaire-en-Morvan   | 58244      |
| Château-Chinon                         | Saint-Léger-de-Fougeret   | 58249      |
| Château-Chinon                         | Saint-Péreuse             | 58262      |
| Château-Chinon                         | Tamnay-en-Bazois          | 58285      |
| Château-Chinon                         | Tintury                   | 58292      |
| Clamecy                                | Amazy                     | 58005      |
| Clamecy                                | Armes                     | 58011      |
| Clamecy                                | Asnois                    | 58016      |
| Clamecy                                | Billy-sur-Oisy            | 58032      |
| Clamecy                                | Breugnon                  | 58038      |
| Clamecy                                | Brèves                    | 58039      |
| Clamecy                                | Chevroches                | 58073      |
| Clamecy                                | Clamecy                   | 58079      |
| Clamecy                                | Corvol-l'Orgueilleux      | 58085      |
| Clamecy                                | Courcelles                | 58090      |
| Clamecy                                | Cuncy-lès-Varzy           | 58093      |
| Clamecy                                | Dirol                     | 58098      |
| Clamecy                                | Dornecy                   | 58103      |
| Clamecy                                | Entrains-sur-Nohain       | 58109      |
| Clamecy                                | Flez-Cuzy                 | 58116      |
| Clamecy                                | La Chapelle-Saint-André   | 58058      |
| Clamecy                                | La Maison-Dieu            | 58154      |
| Clamecy                                | Lys                       | 58150      |
| Clamecy                                | Marcy                     | 58156      |
| Clamecy                                | Menou                     | 58163      |
| Clamecy                                | Metz-le-Comte             | 58165      |
| Clamecy                                | Moissy-Moulinot           | 58169      |
| Clamecy                                | Monceaux-le-Comte         | 58170      |
| Clamecy                                | Neuffontaines             | 58190      |
| Clamecy                                | Nuars                     | 58197      |
| Clamecy                                | Oisy                      | 58198      |
| Clamecy                                | Ouagne                    | 58200      |
| Clamecy                                | Oudan                     | 58201      |
| Clamecy                                | Parigny-la-Rose           | 58206      |
| Clamecy                                | Pousseaux                 | 58217      |
| Clamecy                                | Rix                       | 58222      |
| Clamecy                                | Ruages                    | 58224      |
| Clamecy                                | Saint-Aubin-des-Chaumes   | 58230      |
| Clamecy                                | Saint-Didier              | 58237      |
| Clamecy                                | Saint-Germain-des-Bois    | 58242      |
| Clamecy                                | Saint-Pierre-du-Mont      | 58263      |
| Clamecy                                | Saizy                     | 58271      |
| Clamecy                                | Surgy                     | 58282      |
| Clamecy                                | Talon                     | 58284      |
| Clamecy                                | Tannay                    | 58286      |
| Clamecy                                | Teigny                    | 58288      |
| Clamecy                                | Trucy-l'Orgueilleux       | 58299      |
| Clamecy                                | Varzy                     | 58304      |
| Clamecy                                | Vignol                    | 58308      |
| Clamecy                                | Villiers-le-Sec           | 58310      |
| Clamecy                                | Villiers-sur-Yonne        | 58312      |
| Corbigny                               | Anthien                   | 58008      |
| Corbigny                               | Asnan                     | 58015      |
| Corbigny                               | Authiou                   | 58018      |
| Corbigny                               | Bazoches                  | 58023      |
| Corbigny                               | Beaulieu                  | 58026      |
| Corbigny                               | Beuvron                   | 58029      |
| Corbigny                               | Brassy                    | 58037      |
| Corbigny                               | Brinon-sur-Beuvron        | 58041      |
| Corbigny                               | Bussy-la-Pesle            | 58043      |
| Corbigny                               | Cervon                    | 58047      |
| Corbigny                               | Chalaux                   | 58049      |
| Corbigny                               | Challement                | 58050      |
| Corbigny                               | Champallement             | 58052      |
| Corbigny                               | Chaumot                   | 58069      |
| Corbigny                               | Chazeuil                  | 58070      |
| Corbigny                               | Chevannes-Changy          | 58071      |
| Corbigny                               | Chitry-les-Mines          | 58075      |
| Corbigny                               | Corbigny                  | 58083      |
| Corbigny                               | Corvol-d'Embernard        | 58084      |
| Corbigny                               | Dun-les-Places            | 58106      |
| Corbigny                               | Empury                    | 58108      |
| Corbigny                               | Epiry                     | 58110      |
| Corbigny                               | Gâcogne                   | 58120      |
| Corbigny                               | Germenay                  | 58123      |
| Corbigny                               | Grenois                   | 58130      |
| Corbigny                               | Guipy                     | 58132      |
| Corbigny                               | Héry                      | 58133      |
| Corbigny                               | La Collancelle            | 58080      |
| Corbigny                               | Lormes                    | 58145      |
| Corbigny                               | Magny-Lormes              | 58153      |
| Corbigny                               | Marigny-l'Église          | 58157      |
| Corbigny                               | Marigny-sur-Yonne         | 58159      |
| Corbigny                               | Mhère                     | 58166      |
| Corbigny                               | Moraches                  | 58181      |
| Corbigny                               | Mouron-sur-Yonne          | 58183      |
| Corbigny                               | Neuilly                   | 58191      |
| Corbigny                               | Pazy                      | 58208      |
| Corbigny                               | Pouques-Lormes            | 58216      |
| Corbigny                               | Saint-André-en-Morvan     | 58229      |
| Corbigny                               | Saint-Martin-du-Puy       | 58255      |
| Corbigny                               | Saint-Révérien            | 58266      |
| Corbigny                               | Sardy-lès-Épiry           | 58272      |
| Corbigny                               | Taconnay                  | 58283      |
| Corbigny                               | Vauclaix                  | 58305      |
| Corbigny                               | Vitry-Laché               | 58313      |
| Cosne-Cours-sur-Loire                  | Alligny-Cosne             | 58002      |
| Cosne-Cours-sur-Loire                  | Cosne-Cours-sur-Loire     | 58086      |
| Cosne-Cours-sur-Loire                  | La Celle-sur-Loire        | 58044      |
| Cosne-Cours-sur-Loire                  | Myennes                   | 58187      |
| Cosne-Cours-sur-Loire                  | Pougny                    | 58213      |
| Cosne-Cours-sur-Loire                  | Saint-Loup                | 58251      |
| Cosne-Cours-sur-Loire                  | Saint-Père                | 58261      |
| Decize                                 | Champvert                 | 58055      |
| Decize                                 | Cossaye                   | 58087      |
| Decize                                 | Decize                    | 58095      |
| Decize                                 | Devay                     | 58096      |
| Decize                                 | Lamenay-sur-Loire         | 58137      |
| Decize                                 | Lucenay-lès-Aix           | 58146      |
| Decize                                 | Saint-Germain-Chassenay   | 58241      |
| Decize                                 | Saint-Léger-des-Vignes    | 58250      |
| Decize                                 | Verneuil                  | 58306      |
| Fourchambault                          | Fourchambault             | 58117      |
| Fourchambault                          | Garchizy                  | 58121      |
| Fourchambault                          | Germigny-sur-Loire        | 58124      |
| Fourchambault                          | Marzy                     | 58160      |
| Guérigny                               | Anlezy                    | 58006      |
| Guérigny                               | Bazolles                  | 58024      |
| Guérigny                               | Beaumont-Sardolles        | 58028      |
| Guérigny                               | Billy-Chevannes           | 58031      |
| Guérigny                               | Bona                      | 58035      |
| Guérigny                               | Cizely                    | 58078      |
| Guérigny                               | Crux-la-Ville             | 58092      |
| Guérigny                               | Diennes-Aubigny           | 58097      |
| Guérigny                               | Fertrève                  | 58113      |
| Guérigny                               | Frasnay-Reugny            | 58119      |
| Guérigny                               | Guérigny                  | 58131      |
| Guérigny                               | Jailly                    | 58136      |
| Guérigny                               | La Fermeté                | 58112      |
| Guérigny                               | Limon                     | 58143      |
| Guérigny                               | Montigny-aux-Amognes      | 58176      |
| Guérigny                               | Nolay                     | 58196      |
| Guérigny                               | Poiseux                   | 58212      |
| Guérigny                               | Rouy                      | 58223      |
| Guérigny                               | Saint-Benin-d'Azy         | 58232      |
| Guérigny                               | Saint-Benin-des-Bois      | 58233      |
| Guérigny                               | Saint-Firmin              | 58239      |
| Guérigny                               | Saint-Franchy             | 58240      |
| Guérigny                               | Saint-Jean-aux-Amognes    | 58247      |
| Guérigny                               | Saint-Martin-d'Heuille    | 58254      |
| Guérigny                               | Saint-Maurice             | 58257      |
| Guérigny                               | Saint-Saulge              | 58267      |
| Guérigny                               | Saint-Sulpice             | 58269      |
| Guérigny                               | Sainte-Marie              | 58253      |
| Guérigny                               | Saxi-Bourdon              | 58275      |
| Guérigny                               | Urzy                      | 58300      |
| Guérigny                               | Vaux d'Amognes            | 58204      |
| Guérigny                               | Ville-Langy               | 58311      |
| Imphy                                  | Béard                     | 58025      |
| Imphy                                  | Druy-Parigny              | 58105      |
| Imphy                                  | Imphy                     | 58134      |
| Imphy                                  | La Machine                | 58151      |
| Imphy                                  | Saint-Ouen-sur-Loire      | 58258      |
| Imphy                                  | Sauvigny-les-Bois         | 58273      |
| Imphy                                  | Sougy-sur-Loire           | 58280      |
| Imphy                                  | Thianges                  | 58291      |
| Imphy                                  | Trois-Vèvres              | 58297      |
| La Charité-sur-Loire                   | Arbourse                  | 58009      |
| La Charité-sur-Loire                   | Arthel                    | 58013      |
| La Charité-sur-Loire                   | Arzembouy                 | 58014      |
| La Charité-sur-Loire                   | Beaumont-la-Ferrière      | 58027      |
| La Charité-sur-Loire                   | Champlemy                 | 58053      |
| La Charité-sur-Loire                   | Champlin                  | 58054      |
| La Charité-sur-Loire                   | Champvoux                 | 58056      |
| La Charité-sur-Loire                   | Chasnay                   | 58061      |
| La Charité-sur-Loire                   | Chaulgnes                 | 58067      |
| La Charité-sur-Loire                   | Dompierre-sur-Nièvre      | 58101      |
| La Charité-sur-Loire                   | Giry                      | 58127      |
| La Charité-sur-Loire                   | La Celle-sur-Nièvre       | 58045      |
| La Charité-sur-Loire                   | La Charité-sur-Loire      | 58059      |
| La Charité-sur-Loire                   | La Marche                 | 58155      |
| La Charité-sur-Loire                   | Lurcy-le-Bourg            | 58147      |
| La Charité-sur-Loire                   | Montenoison               | 58174      |
| La Charité-sur-Loire                   | Moussy                    | 58184      |
| La Charité-sur-Loire                   | Murlin                    | 58186      |
| La Charité-sur-Loire                   | Nannay                    | 58188      |
| La Charité-sur-Loire                   | Narcy                     | 58189      |
| La Charité-sur-Loire                   | Oulon                     | 58203      |
| La Charité-sur-Loire                   | Prémery                   | 58218      |
| La Charité-sur-Loire                   | Raveau                    | 58220      |
| La Charité-sur-Loire                   | Saint-Aubin-les-Forges    | 58231      |
| La Charité-sur-Loire                   | Saint-Bonnot              | 58234      |
| La Charité-sur-Loire                   | Sichamps                  | 58279      |
| La Charité-sur-Loire                   | Tronsanges                | 58298      |
| La Charité-sur-Loire                   | Varennes-lès-Narcy        | 58302      |
| Luzy                                   | Avrée                     | 58019      |
| Luzy                                   | Cercy-la-Tour             | 58046      |
| Luzy                                   | Charrin                   | 58060      |
| Luzy                                   | Chiddes                   | 58074      |
| Luzy                                   | Fléty                     | 58114      |
| Luzy                                   | Fours                     | 58118      |
| Luzy                                   | Isenay                    | 58135      |
| Luzy                                   | La Nocle-Maulaix          | 58195      |
| Luzy                                   | Lanty                     | 58139      |
| Luzy                                   | Larochemillay             | 58140      |
| Luzy                                   | Luzy                      | 58149      |
| Luzy                                   | Maux                      | 58161      |
| Luzy                                   | Millay                    | 58168      |
| Luzy                                   | Montambert                | 58172      |
| Luzy                                   | Montaron                  | 58173      |
| Luzy                                   | Montigny-sur-Canne        | 58178      |
| Luzy                                   | Moulins-Engilbert         | 58182      |
| Luzy                                   | Poil                      | 58211      |
| Luzy                                   | Préporché                 | 58219      |
| Luzy                                   | Rémilly                   | 58221      |
| Luzy                                   | Saint-Gratien-Savigny     | 58243      |
| Luzy                                   | Saint-Hilaire-Fontaine    | 58245      |
| Luzy                                   | Saint-Honoré-les-Bains    | 58246      |
| Luzy                                   | Saint-Seine               | 58268      |
| Luzy                                   | Savigny-Poil-Fol          | 58274      |
| Luzy                                   | Sémelay                   | 58276      |
| Luzy                                   | Sermages                  | 58277      |
| Luzy                                   | Tazilly                   | 58287      |
| Luzy                                   | Ternant                   | 58289      |
| Luzy                                   | Thaix                     | 58290      |
| Luzy                                   | Vandenesse                | 58301      |
| Luzy                                   | Villapourçon              | 58309      |
| Nevers-1                               | Coulanges-lès-Nevers      | 58088      |
| Nevers-1, Nevers-2, Nevers-3, Nevers-4 | Nevers(préfecture)        | 58194      |
| Nevers-2                               | Magny-Cours               | 58152      |
| Nevers-2                               | Saint-Éloi                | 58238      |
| Nevers-2                               | Sermoise-sur-Loire        | 58278      |
| Nevers-3                               | Challuy                   | 58051      |
| Nevers-3                               | Gimouille                 | 58126      |
| Nevers-3                               | Saincaize-Meauce          | 58225      |
| Pouilly-sur-Loire                      | Annay                     | 58007      |
| Pouilly-sur-Loire                      | Arquian                   | 58012      |
| Pouilly-sur-Loire                      | Bitry                     | 58033      |
| Pouilly-sur-Loire                      | Bouhy                     | 58036      |
| Pouilly-sur-Loire                      | Bulcy                     | 58042      |
| Pouilly-sur-Loire                      | Cessy-les-Bois            | 58048      |
| Pouilly-sur-Loire                      | Châteauneuf-Val-de-Bargis | 58064      |
| Pouilly-sur-Loire                      | Ciez                      | 58077      |
| Pouilly-sur-Loire                      | Colméry                   | 58081      |
| Pouilly-sur-Loire                      | Couloutre                 | 58089      |
| Pouilly-sur-Loire                      | Dampierre-sous-Bouhy      | 58094      |
| Pouilly-sur-Loire                      | Donzy                     | 58102      |
| Pouilly-sur-Loire                      | Garchy                    | 58122      |
| Pouilly-sur-Loire                      | Menestreau                | 58162      |
| Pouilly-sur-Loire                      | Mesves-sur-Loire          | 58164      |
| Pouilly-sur-Loire                      | Neuvy-sur-Loire           | 58193      |
| Pouilly-sur-Loire                      | Perroy                    | 58209      |
| Pouilly-sur-Loire                      | Pouilly-sur-Loire         | 58215      |
| Pouilly-sur-Loire                      | Saint-Amand-en-Puisaye    | 58227      |
| Pouilly-sur-Loire                      | Saint-Andelain            | 58228      |
| Pouilly-sur-Loire                      | Saint-Laurent-l'Abbaye    | 58248      |
| Pouilly-sur-Loire                      | Saint-Malo-en-Donziois    | 58252      |
| Pouilly-sur-Loire                      | Saint-Martin-sur-Nohain   | 58256      |
| Pouilly-sur-Loire                      | Saint-Quentin-sur-Nohain  | 58265      |
| Pouilly-sur-Loire                      | Saint-Vérain              | 58270      |
| Pouilly-sur-Loire                      | Sainte-Colombe-des-Bois   | 58236      |
| Pouilly-sur-Loire                      | Suilly-la-Tour            | 58281      |
| Pouilly-sur-Loire                      | Tracy-sur-Loire           | 58295      |
| Pouilly-sur-Loire                      | Vielmanay                 | 58307      |
| Saint-Pierre-le-Moûtier                | Avril-sur-Loire           | 58020      |
| Saint-Pierre-le-Moûtier                | Azy-le-Vif                | 58021      |
| Saint-Pierre-le-Moûtier                | Chantenay-Saint-Imbert    | 58057      |
| Saint-Pierre-le-Moûtier                | Chevenon                  | 58072      |
| Saint-Pierre-le-Moûtier                | Dornes                    | 58104      |
| Saint-Pierre-le-Moûtier                | Fleury-sur-Loire          | 58115      |
| Saint-Pierre-le-Moûtier                | Langeron                  | 58138      |
| Saint-Pierre-le-Moûtier                | Livry                     | 58144      |
| Saint-Pierre-le-Moûtier                | Luthenay-Uxeloup          | 58148      |
| Saint-Pierre-le-Moûtier                | Mars-sur-Allier           | 58158      |
| Saint-Pierre-le-Moûtier                | Neuville-lès-Decize       | 58192      |
| Saint-Pierre-le-Moûtier                | Saint-Parize-en-Viry      | 58259      |
| Saint-Pierre-le-Moûtier                | Saint-Parize-le-Châtel    | 58260      |
| Saint-Pierre-le-Moûtier                | Saint-Pierre-le-Moûtier   | 58264      |
| Saint-Pierre-le-Moûtier                | Toury-Lurcy               | 58293      |
| Saint-Pierre-le-Moûtier                | Toury-sur-Jour            | 58294      |
| Saint-Pierre-le-Moûtier                | Tresnay                   | 58296      |
| Varennes-Vauzelles                     | Parigny-les-Vaux          | 58207      |
| Varennes-Vauzelles                     | Pougues-les-Eaux          | 58214      |
| Varennes-Vauzelles                     | Varennes-Vauzelles        | 58303      |

## Haute-Saône(70) - 17 cantons
| N° | Nom du Canton                 | Nombre de communes entières | Communes composant le canton |
| -- | ----------------------------- | --------------------------- | --- |
| 1  | Dampierre-sur-Salon           | 50                          | Achey, Argillières, Attricourt, Autet, Autrey-lès-Gray, Auvet-et-la-Chapelotte, Bouhans-et-Feurg, Brotte-lès-Ray, Broye-les-Loups-et-Verfontaine, Champlitte, Chargey-lès-Gray, Courtesoult-et-Gatey, Dampierre-sur-Salon, Delain, Denèvre, Écuelle, Fahy-lès-Autrey, Fédry, Ferrières-lès-Ray, Fleurey-lès-Lavoncourt, Fouvent-Saint-Andoche, Framont, Francourt, Grandecourt, Larret, Lavoncourt, Lœuilley, Membrey, Mont-Saint-Léger, Montot, Montureux-et-Prantigny, Oyrières, Percey-le-Grand, Pierrecourt, Poyans, Ray-sur-Saône, Recologne, Renaucourt, Rigny, Roche-et-Raucourt, Savoyeux, Theuley, Tincey-et-Pontrebeau, Vaite, Vanne, Vars, Vauconcourt-Nervezain, Vereux, Villers-Vaudey, Volon. |
| 2  | Gray                          | 24                          | Ancier, Angirey, Apremont, Arc-lès-Gray, Battrans, Champtonnay, Champvans, Cresancey, Esmoulins, Essertenne-et-Cecey, Germigney, Gray, Gray-la-Ville, Igny, Mantoche, Nantilly, Noiron, Onay, Saint-Broing, Saint-Loup-Nantouard, Sauvigney-lès-Gray, Le Tremblois, Velesmes-Échevanne, Velet. |
| 3  | Héricourt-1                   | 14 + fraction Héricourt     | 1° Les communes suivantes : Brevilliers, Chagey, Châlonvillars, Champagney, Clairegoutte, Échavanne, Échenans-sous-Mont-Vaudois, Errevet, Frahier-et-Chatebier, Frédéric-Fontaine, Luze, Mandrevillars, Plancher-Bas, Plancher-les-Mines. 2° La partie de la commune d'Héricourt située au nord d'une ligne définie par l'axe des voies et limites suivantes : depuis la limite territoriale de la commune de Luze, route départementale 16, route du Col-des-Croix, avenue du Mont-Vaudois, avenue Léon-Jouhaux, rue Jean-Marie-Tjibaou, rue des Frères-Lumière, rue Pierre-et-Marie-Curie, chemin de la rue Pierre-et-Marie-Curie à la rue René-Descartes, rue René-Descartes, chemin dans le prolongement de la rue René-Descartes, route départementale 438 jusqu'à la limite territoriale de la commune de Brevilliers.                                                                                      |
| 4  | Héricourt-2                   | 14 + fraction Héricourt     | 1° Les communes suivantes : Belverne, Champey, Chavanne, Chenebier, Coisevaux, Courmont, Couthenans, Étobon, Saulnot, Tavey, Trémoins, Verlans, Villers-sur-Saulnot, Vyans-le-Val. 2° La partie de la commune d'Héricourt non incluse dans le canton d'Héricourt-1. |
| 5  | Jussey                        | 65                          | Aboncourt-Gesincourt, Aisey-et-Richecourt, Alaincourt, Ambiévillers, Arbecey, Augicourt, Barges, La Basse-Vaivre, Betaucourt, Betoncourt-sur-Mance, Blondefontaine, Bougey, Bourbévelle, Bourguignon-lès-Morey, Bousseraucourt, Cemboing, Cendrecourt, Chargey-lès-Port, Charmes-Saint-Valbert, Chauvirey-le-Châtel, Chauvirey-le-Vieil, Cintrey, Combeaufontaine, Confracourt, Cornot, Corre, Demangevelle, Fouchécourt, Gevigney-et-Mercey, Gourgeon, Hurecourt, Jonvelle, Jussey, Lambrey, Lavigney, Magny-lès-Jussey, Malvillers, Melin, Molay, Montcourt, Montdoré, Montigny-lès-Cherlieu, La Neuvelle-lès-Scey, Oigney, Ormoy, Ouge, Passavant-la-Rochère, Pont-du-Bois, Preigney, Purgerot, La Quarte, Raincourt, Ranzevelle, La Roche-Morey, La Rochelle, Rosières-sur-Mance, Saint-Marcel, Selles, Semmadon, Tartécourt, Vauvillers, Vernois-sur-Mance, Villars-le-Pautel, Vitrey-sur-Mance, Vougécourt. |
| 6  | Lure-1                        | 20 + fraction Lure          | 1° Les communes suivantes : Adelans-et-le-Val-de-Bithaine, Betoncourt-lès-Brotte, Bouhans-lès-Lure, Châteney, Châtenois, La Creuse, Creveney, Dambenoît-lès-Colombe, Franchevelle, Froideterre, Genevrey, Linexert, Malbouhans, La Neuvelle-lès-Lure, Quers, Ronchamp, Saint-Germain, Saulx, Servigney, Velleminfroy. 2° La partie de la commune de Lure située au nord d'une ligne définie, d'une part, par l'axe des voies et limites suivantes : depuis la limite territoriale de la commune de Bouhans-lès-Lure, ligne de chemin de fer de Paris à Bâle, avenue Carnot, rue Henri-Marsot, ligne droite tracée dans le prolongement de la rue Henri-Marsot, jusqu'à la limite territoriale de la commune de Froideterre. |
| 7  | Lure-2                        | 21 + fraction Lure          | 1° Les communes suivantes : Amblans-et-Velotte, Andornay, Arpenans, Les Aynans, La Côte, Faymont, Frotey-lès-Lure, Genevreuille, Lomont, Lyoffans, Magny-Danigon, Magny-Jobert, Magny-Vernois, Moffans-et-Vacheresse, Mollans, Palante, Pomoy, Roye, Le Val-de-Gouhenans, Vouhenans, Vy-lès-Lure. 2° La partie de la commune de Lure non incluse dans le canton de Lure-1. |
| 8  | Luxeuil-les-Bains             | 12                          | Ailloncourt, Baudoncourt, Breuches, Brotte-lès-Luxeuil, La Chapelle-lès-Luxeuil, Citers, Esboz-Brest, Froideconche, Luxeuil-les-Bains, Ormoiche, Saint-Sauveur, Saint-Valbert. |
| 9  | Marnay                        | 50                          | Arsans, Autoreille, Avrigney-Virey, Bard-lès-Pesmes, Bay, Beaumotte-lès-Pin, Bonboillon, Bonnevent-Velloreille, Bresilley, Broye-Aubigney-Montseugny, Brussey, Bucey-lès-Gy, Chambornay-lès-Pin, Chancey, Charcenne, Chaumercenne, Chenevrey-et-Morogne, Chevigney, Choye, Citey, Courcuire, Cugney, Cult, Étuz, Gézier-et-Fontenelay, La Grande-Résie, Gy, Hugier, Lieucourt, Malans, Marnay, Montagney, Montboillon, Motey-Besuche, Pesmes, Pin, La Résie-Saint-Martin, Sauvigney-lès-Pesmes, Sornay, Tromarey, Vadans, Valay, Vantoux-et-Longevelle, Velleclaire, Vellefrey-et-Vellefrange, Velloreille-lès-Choye, Venère, Villefrancon, Villers-Chemin-et-Mont-lès-Étrelles, Vregille. |
| 10 | Mélisey                       | 34                          | Amage, Amont-et-Effreney, Belfahy, Belmont, Belonchamp, Beulotte-Saint-Laurent, Breuchotte, La Bruyère, La Corbière, Corravillers, Écromagny, Esmoulières, Faucogney-et-la-Mer, Les Fessey, Fresse, Haut-du-Them-Château-Lambert, Lantenot, La Lanterne-et-les-Armonts, La Longine, Magnivray, Mélisey, La Montagne, Montessaux, La Proiselière-et-Langle, Raddon-et-Chapendu, Rignovelle, La Rosière, Saint-Barthélemy, Saint-Bresson, Sainte-Marie-en-Chanois, Servance-Miellin, Ternuay-Melay-et-Saint-Hilaire, La Voivre. |
| 11 | Port-sur-Saône                | 46                          | Amance, Amoncourt, Anchenoncourt-et-Chazel, Anjeux, Auxon, Bassigney, Baulay, Betoncourt-Saint-Pancras, Bougnon, Bouligney, Bourguignon-lès-Conflans, Breurey-lès-Faverney, Buffignécourt, Chaux-lès-Port, Conflandey, Contréglise, Cubry-lès-Faverney, Cuve, Dampierre-lès-Conflans, Dampvalley-Saint-Pancras, Équevilley, Faverney, Flagy, Fleurey-lès-Faverney, Fontenois-la-Ville, Girefontaine, Grattery, Jasney, Mailleroncourt-Saint-Pancras, Melincourt, Menoux, Mersuay, Montureux-lès-Baulay, La Pisseure, Plainemont, Polaincourt-et-Clairefontaine, Port-sur-Saône, Provenchère, Saint-Remy, Saponcourt, Scye, Senoncourt, Le Val-Saint-Éloi, Vauchoux, Venisey, Villers-sur-Port. |
| 12 | Rioz                          | 52                          | Aulx-lès-Cromary, Authoison, La Barre, Beaumotte-Aubertans, Besnans, Bouhans-lès-Montbozon, Boulot, Boult, Bussières, Buthiers, Cenans, Chambornay-lès-Bellevaux, Chassey-lès-Montbozon, Chaux-la-Lotière, Cirey, Cognières, Cordonnet, Cromary, Dampierre-sur-Linotte, Échenoz-le-Sec, Filain, Fondremand, Fontenois-lès-Montbozon, Hyet, Larians-et-Munans, Loulans-Verchamp, Le Magnoray, Maizières, La Malachère, Maussans, Montarlot-lès-Rioz, Montbozon, Neuvelle-lès-Cromary, Ormenans, Pennesières, Perrouse, Quenoche, Recologne-lès-Rioz, Rioz, Roche-sur-Linotte-et-Sorans-les-Cordiers, Ruhans, Sorans-lès-Breurey, Thieffrans, Thiénans, Traitiéfontaine, Trésilley, Vandelans, Vellefaux, Villers-Bouton, Villers-Pater, Voray-sur-l'Ognon, Vy-lès-Filain. |
| 13 | Saint-Loup-sur-Semouse        | 23                          | Abelcourt, Aillevillers-et-Lyaumont, Ainvelle, Briaucourt, Conflans-sur-Lanterne, Corbenay, Éhuns, Fleurey-lès-Saint-Loup, Fontaine-lès-Luxeuil, Fougerolles, Francalmont, Hautevelle, Magnoncourt, Mailleroncourt-Charette, Meurcourt, Neurey-en-Vaux, Saint-Loup-sur-Semouse, Sainte-Marie-en-Chaux, La Vaivre, Velorcey, La Villedieu-en-Fontenette, Villers-lès-Luxeuil, Visoncourt. |
| 14 | Scey-sur-Saône-et-Saint-Albin | 47                          | Aroz, Baignes, Les Bâties, Beaujeu-Saint-Vallier-Pierrejux-et-Quitteur, Bourguignon-lès-la-Charité, Boursières, Bucey-lès-Traves, Chantes, La Chapelle-Saint-Quillain, Chassey-lès-Scey, Chemilly, Clans, Étrelles-et-la-Montbleuse, Ferrières-lès-Scey, Frasne-le-Château, Fresne-Saint-Mamès, Fretigney-et-Velloreille, Grandvelle-et-le-Perrenot, Greucourt, Lieffrans, Mailley-et-Chazelot, Mercey-sur-Saône, Motey-sur-Saône, Neuvelle-lès-la-Charité, Noidans-le-Ferroux, Oiselay-et-Grachaux, Ovanches, Le Pont-de-Planches, Pontcey, Raze, Rosey, Rupt-sur-Saône, Saint-Gand, Sainte-Reine, Scey-sur-Saône-et-Saint-Albin, Seveux, Soing-Cubry-Charentenay, Traves, Vaux-le-Moncelot, Velle-le-Châtel, Velleguindry-et-Levrecey, Vellemoz, Vellexon-Queutrey-et-Vaudey, La Vernotte, Vezet, Vy-le-Ferroux, Vy-lès-Rupt.                                                                                   |
| 15 | Vesoul-1                      | 11 + fraction Vesoul        | 1° Les communes suivantes : Andelarre, Andelarrot, Chariez, Charmoille, Échenoz-la-Méline, Mont-le-Vernois, Montigny-lès-Vesoul, Noidans-lès-Vesoul, Pusey, Pusy-et-Épenoux, Vaivre-et-Montoille. 2° La partie de la commune de Vesoul située à l'ouest d'une ligne définie par l'axe des voies et limites suivantes : depuis la limite territoriale de la commune de Pusey, route départementale 457, route de Paris (route nationale 19), rue du Point-du-Jour, rue du Grand-Grésil, rue Miroudot-Saint-Ferjeux, rue Serpente, rue Saint-Georges, place de la République, rue Georges-Genoux, rue de l'Aigle-Noir, rue des Ilottes, rue Edgar-Faure, rue du Capitaine-Gramspacher, cours du Durgeon, rue du Commandant-Girardot, route nationale 57, jusqu'à la limite territoriale des communes de Navenne et d'Échenoze-la-Méline.                                                                            |
| 16 | Vesoul-2                      | 12 + fraction Vesoul        | 1° Les communes suivantes : Colombier, Comberjon, Coulevon, Frotey-lès-Vesoul, Montcey, Navenne, Quincey, Varogne, Vellefrie, La Villeneuve-Bellenoye-et-la-Maize, Villeparois, Vilory. 2° La partie de la commune de Vesoul non incluse dans le canton de Vesoul-1. |
| 17 | Villersexel                   | 47                          | Aillevans, Athesans-Étroitefontaine, Autrey-le-Vay, Autrey-lès-Cerre, Beveuge, Borey, Calmoutier, Cerre-lès-Noroy, Colombe-lès-Vesoul, Colombotte, Courchaton, Crevans-et-la-Chapelle-lès-Granges, Dampvalley-lès-Colombe, La Demie, Esprels, Fallon, Georfans, Gouhenans, Grammont, Granges-la-Ville, Granges-le-Bourg, Liévans, Longevelle, Les Magny, Marast, Mélecey, Mignavillers, Moimay, Montjustin-et-Velotte, Neurey-lès-la-Demie, Noroy-le-Bourg, Oppenans, Oricourt, Pont-sur-l'Ognon, Saint-Ferjeux, Saint-Sulpice, Secenans, Senargent-Mignafans, Vallerois-le-Bois, Vallerois-Lorioz, Vellechevreux-et-Courbenans, La Vergenne, Villafans, Villargent, Villers-la-Ville, Villers-le-Sec, Villersexel. |

### Saône-et-Loire(71) - 29 cantons
| N° | Nom du Canton           | Nombre de communes entières   | Communes composant le canton |
| -- | ----------------------- | ----------------------------- | --- |
| 1  | Autun-1                 | 27 + fraction Autun           | 1° Les communes suivantes : Anost, Barnay, La Celle-en-Morvan, Chissey-en-Morvan, Collonge-la-Madeleine, Cordesse, Créot, Curgy, Cussy-en-Morvan, Dracy-Saint-Loup, Épertully, Épinac, Igornay, Lucenay-l'Évêque, Monthelon, Morlet, La Petite-Verrière, Reclesne, Roussillon-en-Morvan, Saint-Forgeot, Saint-Gervais-sur-Couches, Saint-Léger-du-Bois, Saisy, Sommant, Sully, Tavernay, Tintry. 2° La partie de la commune d'Autun située au nord d'une ligne définie par l'axe des voies suivantes : route nationale 80, avenue du 2e-Dragon, rue du Théâtre-Romain, boulevard Mazagran, rue Mazagran, Grande Rue Marchaux, rue Eumène, rue Pernette, rue du Docteur-Renaud, avenue du Morvans, rue de la Barre, route du Corps-Francs-Pommies, route départementale 46, jusqu'à la limite territoriale de la commune de Brion.2° La partie de la commune d'Autun située au nord d'une ligne définie par l'axe des voies suivantes : route nationale 80, avenue du 2e-Dragon, rue du Théâtre-Romain, boulevard Mazagran, rue Mazagran, Grande Rue Marchaux, rue Eumène, rue Pernette, rue du Docteur-Renaud, avenue du Morvans, rue de la Barre, route du Corps-Francs-Pommies, route départementale 46, jusqu'à la limite territoriale de la commune de Brion. |
| 2  | Autun-2                 | 26 + fraction Autun           | 1° Les communes suivantes : Antully, Auxy, La Boulaye, Brion, Broye, La Chapelle-sous-Uchon, Charbonnat, Charmoy, La Comelle, Dettey, Étang-sur-Arroux, La Grande-Verrière, Laizy, Marmagne, Mesvres, Saint-Didier-sur-Arroux, Saint-Émiland, Saint-Eugène, Saint-Léger-sous-Beuvray, Saint-Martin-de-Commune, Saint-Nizier-sur-Arroux, Saint-Prix, Saint-Symphorien-de-Marmagne, La Tagnière, Thil-sur-Arroux, Uchon. 2° La partie de la commune d'Autun non incluse dans le canton d'Autun-1. |
| 3  | Blanzy                  | 17                            | Les Bizots, Blanzy, Collonge-en-Charollais, Écuisses, Genouilly, Gourdon, Joncy, Marigny, Mary, Mont-Saint-Vincent, Montchanin, Le Puley, Saint-Eusèbe, Saint-Julien-sur-Dheune, Saint-Laurent-d'Andenay, Saint-Martin-la-Patrouille, Saint-Micaud. |
| 4  | Chagny                  | 27                            | Aluze, Bouzeron, Chagny, Chamilly, Change, Charrecey, Chassey-le-Camp, Chaudenay, Cheilly-lès-Maranges, Couches, Dennevy, Dezize-lès-Maranges, Dracy-lès-Couches, Essertenne, Fontaines, Morey, Paris-l'Hôpital, Perreuil, Remigny, Rully, Saint-Bérain-sur-Dheune, Saint-Gilles, Saint-Jean-de-Trézy, Saint-Léger-sur-Dheune, Saint-Maurice-lès-Couches, Saint-Sernin-du-Plain, Sampigny-lès-Maranges. |
| 5  | Chalon-sur-Saône-1      | 6 + fraction Chalon-sur-Saône | 1° Les communes suivantes : Champforgeuil, Crissey, Farges-lès-Chalon, Fragnes, La Loyère, Virey-le-Grand. 2° La partie de la commune de Chalon-sur-Saône située au nord d'une ligne définie par l'axe des voies et limites suivantes : à partir de la limite territoriale de la commune de Crissey, cours de la Saône, avenue Pierre-Nugues, avenue John-Fitzgerald-Kennedy, rue Salvador-Allende, rue Louis-Blériot, rue des Martyrs-de-la-Résistance, rue du Général-Giraud, rue du Bois-de-Menuse, ligne de chemin de fer Chalon―Dole et embranchement ferroviaire de cette ligne jusqu'à la limite territoriale de la commune de Champforgeuil. |
| 6  | Chalon-sur-Saône-2      | fraction Chalon-sur-Saône     | Les parties de la commune de Chalon-sur-Saône situées : 1° À l'intérieur du périmètre suivant : pont Jean-Richard, avenue Nicéphore-Niépce, avenue du 8-Mai-1945, rue du 134e-Régiment-d'Infanterie, rue du Général-Duhesme, avenue de l'Aubépin, avenue de Paris, ligne de chemin de fer Chalon-sur-Saône―Dole, rue du Bois de Menuse, rue du général Giraud, rue des Martyrs-de-la-Résistance, rue Louis-Blériot, rue Salvador-Allende, avenue John-Fitzgerald-Kennedy, avenue Pierre-Nugues ; 2° Au sud de la Saône. |
| 7  | Chalon-sur-Saône-3      | 1 + fraction Chalon-sur-Saône | 1° La commune suivante : Châtenoy-le-Royal. 2° La partie de la commune de Chalon-sur-Saône non incluse dans les cantons de Chalon-sur-Saône-1 et de Chalon-sur-Saône 2. |
| 8  | La Chapelle-de-Guinchay | 34                            | Bourgvilain, Brandon, Chaintré, Chânes, La Chapelle-de-Guinchay, La Chapelle-du-Mont-de-France, Chasselas, Clermain, Crêches-sur-Saône, Davayé, Dompierre-les-Ormes, Fuissé, Germolles-sur-Grosne, Leynes, Matour, Montagny-sur-Grosne, Montmelard, Pierreclos, Pruzilly, Romanèche-Thorins, Saint-Amour-Bellevue, Saint-Léger-sous-la-Bussière, Saint-Pierre-le-Vieux, Saint-Point, Saint-Symphorien-d'Ancelles, Saint-Vérand, Serrières, Solutré-Pouilly, Tramayes, Trambly, Trivy, Vergisson, Verosvres, Vinzelles. |
| 9  | Charolles               | 33                            | Ballore, Baron, Beaubery, Champlecy, Changy, Charolles, Colombier-en-Brionnais, Dyo, Fontenay, Grandvaux, Lugny-lès-Charolles, Marcilly-la-Gueurce, Marizy, Martigny-le-Comte, Mornay, Oudry, Ouroux-sous-le-Bois-Sainte-Marie, Ozolles, Palinges, Pouilloux, Prizy, Le Rousset, Saint-Aubin-en-Charollais, Saint-Bonnet-de-Joux, Saint-Bonnet-de-Vieille-Vigne, Saint-Germain-en-Brionnais, Saint-Julien-de-Civry, Saint-Romain-sous-Gourdon, Saint-Vincent-Bragny, Suin, Vaudebarrier, Vendenesse-lès-Charolles, Viry. |
| 10 | Chauffailles            | 39                            | Amanzé, Anglure-sous-Dun, Baudemont, Bois-Sainte-Marie, Briant, La Chapelle-sous-Dun, Chassigny-sous-Dun, Châteauneuf, Châtenay, Chauffailles, La Clayette, Coublanc, Curbigny, Fleury-la-Montagne, Gibles, Iguerande, Ligny-en-Brionnais, Mailly, Mussy-sous-Dun, Oyé, Saint-Bonnet-de-Cray, Saint-Christophe-en-Brionnais, Saint-Didier-en-Brionnais, Saint-Edmond, Saint-Igny-de-Roche, Saint-Julien-de-Jonzy, Saint-Laurent-en-Brionnais, Saint-Martin-de-Lixy, Saint-Maurice-lès-Châteauneuf, Saint-Racho, Saint-Symphorien-des-Bois, Sainte-Foy, Sarry, Semur-en-Brionnais, Tancon, Vareilles, Varenne-l'Arconce, Varennes-sous-Dun, Vauban. |
| 11 | Cluny                   | 52                            | Ameugny, Bergesserin, Berzé-le-Châtel, Bissy-sous-Uxelles, Blanot, Bonnay, Bray, Buffières, Burnand, Burzy, Chapaize, Château, Chérizet, Chevagny-sur-Guye, Chiddes, Chissey-lès-Mâcon, Cluny, Cormatin, Cortambert, Cortevaix, Curtil-sous-Buffières, Curtil-sous-Burnand, Donzy-le-National, Donzy-le-Pertuis, Flagy, La Guiche, Jalogny, Lournand, Malay, Massilly, Massy, Mazille, Passy, Pressy-sous-Dondin, Sailly, Saint-André-le-Désert, Saint-Clément-sur-Guye, Saint-Gengoux-le-National, Saint-Huruge, Saint-Marcelin-de-Cray, Saint-Martin-de-Salencey, Saint-Vincent-des-Prés, Saint-Ythaire, Sainte-Cécile, Salornay-sur-Guye, Savigny-sur-Grosne, Sigy-le-Châtel, Sivignon, Taizé, Vaux-en-Pré, La Vineuse, Vitry-lès-Cluny. |
| 12 | Le Creusot-1            | 2 + fraction Le Creusot       | 1° Les communes suivantes : Montcenis, Torcy. 2° La partie de la commune du Creusot située à l'ouest d'une ligne définie par l'axe des voies et limites suivantes : à partir de l'intersection de la ligne de chemin de fer Nevers―Chagny avec la rue de Abattoirs, rue des Abattoirs, boulevard de la Mouillelongue, rue du Pas-de-Cible, route de Montcenis, chemin rural du Vieux-Chemin-du-Creusot, chemin rural dit « de la Croix-du-Lot », chemin rural dit « des Combes », ligne de chemin de fer Nevers―Chagny. |
| 13 | Le Creusot-2            | 4 + fraction Le Creusot       | 1° Les communes suivantes : Le Breuil, Saint-Firmin, Saint-Pierre-de-Varennes, Saint-Sernin-du-Bois. 2° La partie de la commune du Creusot non incluse dans le canton du Creusot-1. |
| 14 | Cuiseaux                | 28                            | L'Abergement-de-Cuisery, Bantanges, Brienne, Champagnat, La Chapelle-Thècle, Condal, Cuiseaux, Cuisery, Dommartin-lès-Cuiseaux, Flacey-en-Bresse, La Frette, Frontenaud, La Genête, Huilly-sur-Seille, Joudes, Jouvençon, Loisy, Ménetreuil, Le Miroir, Montpont-en-Bresse, Ormes, Rancy, Ratenelle, Romenay, Sainte-Croix, Savigny-sur-Seille, Simandre, Varennes-Saint-Sauveur. |
| 15 | Digoin                  | 15                            | Bourbon-Lancy, Chalmoux, Cronat, Digoin, Gilly-sur-Loire, Les Guerreaux, Lesme, Maltat, Mont, La Motte-Saint-Jean, Perrigny-sur-Loire, Saint-Agnan, Saint-Aubin-sur-Loire, Varenne-Saint-Germain, Vitry-sur-Loire. |
| 16 | Gergy                   | 29                            | Allerey-sur-Saône, Bey, Les Bordes, Bragny-sur-Saône, Charnay-lès-Chalon, Ciel, Clux, Damerey, Demigny, Écuelles, Gergy, Lessard-le-National, Longepierre, Mont-lès-Seurre, Navilly, Palleau, Pontoux, Saint-Didier-en-Bresse, Saint-Gervais-en-Vallière, Saint-Loup-Géanges, Saint-Martin-en-Gâtinois, Saint-Maurice-en-Rivière, Sassenay, Saunières, Sermesse, Toutenant, Verdun-sur-le-Doubs, Verjux, La Villeneuve. |
| 17 | Givry                   | 41                            | Barizey, Bissey-sous-Cruchaud, Bissy-sur-Fley, Buxy, Cersot, Châtel-Moron, Chenôves, Culles-les-Roches, Dracy-le-Fort, Fley, Germagny, Givry, Granges, Jambles, Jully-lès-Buxy, Marcilly-lès-Buxy, Mellecey, Mercurey, Messey-sur-Grosne, Montagny-lès-Buxy, Moroges, Rosey, Saint-Boil, Saint-Denis-de-Vaux, Saint-Désert, Saint-Germain-lès-Buxy, Saint-Jean-de-Vaux, Saint-Mard-de-Vaux, Saint-Martin-d'Auxy, Saint-Martin-du-Tartre, Saint-Martin-sous-Montaigu, Saint-Maurice-des-Champs, Saint-Privé, Saint-Vallerin, Sainte-Hélène, Santilly, Sassangy, Saules, Savianges, Sercy, Villeneuve-en-Montagne. |
| 18 | Gueugnon                | 20                            | La Chapelle-au-Mans, Chassy, Clessy, Cressy-sur-Somme, Curdin, Cuzy, Dompierre-sous-Sanvignes, Grury, Gueugnon, Issy-l'Évêque, Marly-sous-Issy, Marly-sur-Arroux, Montmort, Neuvy-Grandchamp, Rigny-sur-Arroux, Saint-Romain-sous-Versigny, Sainte-Radegonde, Toulon-sur-Arroux, Uxeau, Vendenesse-sur-Arroux. |
| 19 | Hurigny                 | 28                            | Azé, Berzé-la-Ville, Bissy-la-Mâconnaise, Burgy, Bussières, Charbonnières, Chevagny-les-Chevrières, Clessé, Cruzille, Fleurville, Hurigny, Igé, Laizé, Lugny, Milly-Lamartine, Montbellet, Péronne, Prissé, La Roche-Vineuse, Saint-Albain, Saint-Gengoux-de-Scissé, Saint-Martin-Belle-Roche, Saint-Maurice-de-Satonnay, La Salle, Senozan, Sologny, Verzé, Viré. |
| 20 | Louhans                 | 20                            | Branges, Bruailles, La Chapelle-Naude, Le Fay, Juif, Louhans, Montagny-près-Louhans, Montcony, Montret, Ratte, Sagy, Saint-André-en-Bresse, Saint-Étienne-en-Bresse, Saint-Martin-du-Mont, Saint-Usuge, Saint-Vincent-en-Bresse, Simard, Sornay, Vérissey, Vincelles. |
| 21 | Mâcon-1                 | 2 + fraction Mâcon            | 1° Les communes suivantes : Charnay-lès-Mâcon, Sancé. 2° La partie de la commune de Mâcon située au nord d'une ligne définie par l'axe des voies suivantes : boulevard Henry-Dunant, boulevard des Perrières, rue de Flacé, boulevard des Neuf-Clés, rue Beau-Site, ligne droite dans le prolongement de la rue Beau-Site, rue Ambroise-Paré, jusqu'à la limite territoriale de la commune de Charnay-lès-Mâcon. |
| 22 | Mâcon-2                 | 1 + fraction Mâcon            | 1° Les communes suivantes : Varennes-lès-Mâcon. 2° La partie de la commune de Mâcon non incluse dans le canton de Mâcon-1. |
| 23 | Montceau-les-Mines      | 2                             | Montceau-les-Mines, Saint-Berain-sous-Sanvignes. |
| 24 | Ouroux-sur-Saône        | 15                            | L'Abergement-Sainte-Colombe, Allériot, Baudrières, Châtenoy-en-Bresse, Guerfand, Lans, Lessard-en-Bresse, Montcoy, Oslon, Ouroux-sur-Saône, Saint-Christophe-en-Bresse, Saint-Germain-du-Plain, Saint-Martin-en-Bresse, Tronchy, Villegaudin. |
| 25 | Paray-le-Monial         | 22                            | Anzy-le-Duc, Artaix, Baugy, Bourg-le-Comte, Céron, Chambilly, Chenay-le-Châtel, Hautefond, L'Hôpital-le-Mercier, Marcigny, Melay, Montceaux-l'Étoile, Nochize, Paray-le-Monial, Poisson, Saint-Léger-lès-Paray, Saint-Martin-du-Lac, Saint-Yan, Versaugues, Vindecy, Vitry-en-Charollais, Volesvres. |
| 26 | Pierre-de-Bresse        | 33                            | Authumes, Beaurepaire-en-Bresse, Beauvernois, Bellevesvre, Bosjean, Bouhans, La Chapelle-Saint-Sauveur, Charette-Varennes, La Chaux, Dampierre-en-Bresse, Devrouze, Diconne, Frangy-en-Bresse, Fretterans, Frontenard, Lays-sur-le-Doubs, Mervans, Montjay, Mouthier-en-Bresse, Pierre-de-Bresse, Le Planois, Pourlans, La Racineuse, Saillenard, Saint-Bonnet-en-Bresse, Saint-Germain-du-Bois, Savigny-en-Revermont, Sens-sur-Seille, Serley, Serrigny-en-Bresse, Le Tartre, Thurey, Torpes. |
| 27 | Saint-Rémy              | 9                             | La Charmée, Épervans, Lux, Marnay, Saint-Loup-de-Varennes, Saint-Marcel, Saint-Rémy, Sevrey, Varennes-le-Grand. |
| 28 | Saint-Vallier           | 5                             | Ciry-le-Noble, Génelard, Perrecy-les-Forges, Saint-Vallier, Sanvignes-les-Mines. |
| 29 | Tournus                 | 31                            | Beaumont-sur-Grosne, Boyer, Bresse-sur-Grosne, Champagny-sous-Uxelles, La Chapelle-de-Bragny, La Chapelle-sous-Brancion, Chardonnay, Étrigny, Farges-lès-Mâcon, Gigny-sur-Saône, Grevilly, Jugy, Lacrost, Laives, Lalheue, Mancey, Martailly-lès-Brancion, Montceaux-Ragny, Nanton, Ozenay, Plottes, Préty, Royer, Saint-Ambreuil, Saint-Cyr, Sennecey-le-Grand, Tournus, La Truchère, Uchizy, Vers, Le Villars. |

## Yonne(89) - 21 cantons
| N° | Nom du canton         | Nombre de communes   | Communes composant le canton |
| -- | --------------------- | -------------------- | --- |
| 1  | Auxerre-1             | 3 + fraction Auxerre | 1. Les communes suivantes : Lindry, Saint-Georges-sur-Baulche, Villefargeau. 2. La partie de la commune d'Auxerre située à l'ouest d'une ligne définie par l'axe des voies et limites suivantes : depuis la limite territoriale de la commune de Saint-Georges-sur-Baulche, boulevard de Montois, boulevard de Verdun, boulevard Gouraud, rue de Fleurus, avenue du 4e-Régiment-d'Infanterie, rue de la Tour-d'Auvergne, rue Édison, rue des Migraines, avenue du 4e-Régiment-d'Infanterie, avenue de Champleroy, rue Restif-de-La-Bretonne, avenue Charles-de-Gaulle, boulevard Vauban, boulevard du 11-Novembre, rue du 24-Août, avenue de Lattre-de-Tassigny, rue des Mésanges, rue Django-Reinhardt, chemin des Brichères, sentier des Bequillys, chemin de Bequillys, sentier des Bequillys, avenue de Saint-Georges, jusqu'à la limite territoriale de la commune de Saint-Georges-sur-Baulche. |
| 2  | Auxerre-2             | 6 + fraction Auxerre | 1. Les communes suivantes : Appoigny, Branches, Charbuy, Gurgy, Monéteau, Perrigny. 2. La partie de la commune d'Auxerre située au nord d'une ligne définie par l'axe des voies et limites suivantes : depuis la limite territoriale de la commune de Saint-Georges-sur-Baulche, boulevard de Montois, boulevard de Verdun, boulevard Gouraud, rue de Fleurus, avenue du 4e-Régiment-d'Infanterie, rue de la Tour-d'Auvergne, rue Édison, rue des Migraines, avenue du 4e-Régiment-d'Infanterie, avenue de Champleroy, rue Restif-de-La-Bretonne, avenue Charles-de-Gaulle, boulevard de la Chaînette, cours de l'Yonne, jusqu'à la limite territoriale de la commune de Monéteau. |
| 3  | Auxerre-3             | 6 + fraction Auxerre | 1. Les communes suivantes : Augy, Bleigny-le-Carreau, Champs-sur-Yonne, Quenne, Saint-Bris-le-Vineux, Venoy. 2. La partie de la commune d'Auxerre située à l'est d'une ligne définie par l'axe des voies et limites suivantes : depuis la limite territoriale de la commune de Monéteau, cours de l'Yonne, boulevard de la Chaînette, rue de Paris, rue de la Draperie, rue Paul-Bert, rue Marie-Noël, rue du Pont, pont Paul-Bert, cours de l'Yonne, jusqu'à la limite territoriale de la commune d'Augy. |
| 4  | Auxerre-4             | 2 + fraction Auxerre | 1. Les communes suivantes : Chevannes, Vallan. 2. La partie de la commune d'Auxerre non incluse dans les cantons d'Auxerre-1, d'Auxerre-2 et d'Auxerre-3. |
| 5  | Avallon               | 27                   | Annay-la-Côte, Annéot, Athie, Avallon, Beauvilliers, Bussières, Chastellux-sur-Cure, Cussy-les-Forges, Domecy-sur-le-Vault, Étaule, Girolles, Island, Lucy-le-Bois, Magny, Menades, Pontaubert, Provency, Quarré-les-Tombes, Saint-Brancher, Saint-Germain-des-Champs, Saint-Léger-Vauban, Sainte-Magnance, Sauvigny-le-Bois, Sermizelles, Tharot, Thory, Vault-de-Lugny. |
| 6  | Brienon-sur-Armançon  | 36                   | Arces-Dilo, Bagneaux, Bellechaume, Bœurs-en-Othe, Brienon-sur-Armançon, Cérilly, Cerisiers, Champlost, Chigy, Les Clérimois, Coulours, Courgenay, Esnon, Flacy, Foissy-sur-Vanne, Fontaine-la-Gaillarde, Fournaudin, Lailly, Malay-le-Petit, Mercy, Molinons, Noé, Paroy-en-Othe, Pont-sur-Vanne, La Postolle, Saint-Maurice-aux-Riches-Hommes, Saligny, Les Sièges, Theil-sur-Vanne, Vareilles, Vaudeurs, Vaumort, Venizy, Villechétive, Villeneuve-l'Archevêque, Villiers-Louis. |
| 7  | Chablis               | 62                   | Aigremont, Angely, Annay-sur-Serein, Annoux, Beine, Béru, Bierry-les-Belles-Fontaines, Blacy, Carisey, Censy, Chablis, La Chapelle-Vaupelteigne, Châtel-Gérard, Chemilly-sur-Serein, Chichée, Chitry, Cisery, Courgis, Étivey, Fleys, Fontenay-près-Chablis, Fresnes, Grimault, Guillon, L'Isle-sur-Serein, Jouancy, Lichères-près-Aigremont, Lignorelles, Ligny-le-Châtel, Maligny, Marmeaux, Massangis, Méré, Môlay, Montigny-la-Resle, Montréal, Moulins-en-Tonnerrois, Nitry, Noyers, Pasilly, Pisy, Poilly-sur-Serein, Pontigny, Préhy, Rouvray, Saint-André-en-Terre-Plaine, Saint-Cyr-les-Colons, Sainte-Vertu, Santigny, Sarry, Sauvigny-le-Beuréal, Savigny-en-Terre-Plaine, Sceaux, Talcy, Thizy, Trévilly, Varennes, Vassy-sous-Pisy, Venouse, Vignes, Villeneuve-Saint-Salves, Villy. |
| 8  | Charny                | 38                   | Aillant-sur-Tholon, Chambeugle, Champvallon, Chamvres, Charny, Chassy, Chêne-Arnoult, Chevillon, Dicy, La Ferté-Loupière, Fleury-la-Vallée, Fontenouilles, Grandchamp, Guerchy, Laduz, Malicorne, Marchais-Beton, Merry-la-Vallée, Neuilly, Les Ormes, Paroy-sur-Tholon, Perreux, Poilly-sur-Tholon, Prunoy, Saint-Aubin-Château-Neuf, Saint-Denis-sur-Ouanne, Saint-Martin-sur-Ocre, Saint-Martin-sur-Ouanne, Saint-Maurice-le-Vieil, Saint-Maurice-Thizouaille, Saint-Romain-le-Preux, Senan, Sépeaux, Sommecaise, Villefranche, Villemer, Villefranche, Villemer, Villiers-sur-Tholon, Volgré. |
| 9  | Cœur de Puisaye       | 24                   | Beauvoir, Bléneau, Champcevrais, Champignelles, Diges, Dracy, Égleny, Fontaines, Lalande, Lavau, Leugny, Mézilles, Moulins-sur-Ouanne, Parly, Pourrain, Rogny-les-Sept-Écluses, Ronchères, Saint-Fargeau, Saint-Martin-des-Champs, Saint-Privé, Tannerre-en-Puisaye, Toucy, Villeneuve-les-Genêts, Villiers-Saint-Benoît. |
| 10 | Gâtinais en Bourgogne | 24                   | La Belliole, Brannay, Chéroy, Collemiers, Cornant, Courtoin, Dollot, Domats, Égriselles-le-Bocage, Fouchères, Jouy, Lixy, Montacher-Villegardin, Nailly, Saint-Agnan, Saint-Valérien, Savigny-sur-Clairis, Subligny, Vallery, Vernoy, Villebougis, Villeneuve-la-Dondagre, Villeroy, Villethierry. |
| 11 | Joigny                | 15                   | Béon, La Celle-Saint-Cyr, Cézy, Champlay, Cudot, Joigny, Looze, Précy-sur-Vrin, Saint-Aubin-sur-Yonne, Saint-Julien-du-Sault, Saint-Loup-d'Ordon, Saint-Martin-d'Ordon, Verlin, Villecien, Villevallier. |
| 12 | Joux-la-Ville         | 44                   | Accolay, Arcy-sur-Cure, Asnières-sous-Bois, Asquins, Bazarnes, Bessy-sur-Cure, Blannay, Bois-d'Arcy, Brosses, Chamoux, Châtel-Censoir, Coulanges-sur-Yonne, Coutarnoux, Crain, Cravant, Dissangis, Domecy-sur-Cure, Festigny, Foissy-lès-Vézelay, Fontenay-près-Vézelay, Fontenay-sous-Fouronnes, Givry, Joux-la-Ville, Lichères-sur-Yonne, Lucy-sur-Cure, Lucy-sur-Yonne, Mailly-la-Ville, Mailly-le-Château, Merry-sur-Yonne, Montillot, Pierre-Perthuis, Précy-le-Sec, Prégilbert, Sacy, Saint-Moré, Saint-Père, Saint-Moré, Saint-Père, Sainte-Colombe, Sainte-Pallaye, Sery, Tharoiseau, Trucy-sur-Yonne, Vermenton, Vézelay, Voutenay-sur-Cure. |
| 13 | Migennes              | 10                   | Bassou, Bonnard, Brion, Bussy-en-Othe, Charmoy, Cheny, Chichery, Épineau-les-Voves, Laroche-Saint-Cydroine, Migennes. |
| 14 | Pont-sur-Yonne        | 10                   | Champigny, Chaumont, Courtois-sur-Yonne, Pont-sur-Yonne, Saint-Sérotin, Villeblevin, Villemanoche, Villenavotte, Villeneuve-la-Guyard, Villeperrot. |
| 15 | Saint-Florentin       | 22                   | Beaumont, Beugnon, Butteaux, Chailley, Chemilly-sur-Yonne, Chéu, Germigny, Hauterive, Héry, Jaulges, Lasson, Mont-Saint-Sulpice, Neuvy-Sautour, Ormoy, Percey, Saint-Florentin, Seignelay, Sormery, Soumaintrain, Turny, Vergigny, Villiers-Vineux. |
| 16 | Sens-1                | 2 + fraction Sens    | 1. Les communes suivantes : Saint-Clément, Saint-Martin-du-Tertre. 2. La partie de la commune de Sens située à l'ouest et au nord d'une ligne définie par l'axe des voies et limites suivantes : depuis la limite territoriale de la commune de Maillot, routes départementales 606 et 606 A, avenue de Senigallia, rue du Général-de-Gaulle, boulevard du 14-Juillet, rue de Tivoli, rue René-Binet, rue de la Planche-Barrault, boulevard du Maréchal-Foch, boulevard Winston-Churchill, place Étienne-Dolet, boulevard de Verdun, rue du 19-Mars-1962, route départementale 46, jusqu'à la limite territoriale de la commune de Saligny. |
| 17 | Sens-2                | 5 + fraction Sens    | 1. Les communes suivantes : Gron, Maillot, Malay-le-Grand, Paron, Rosoy. 2. La partie de la commune de Sens située à l'est et au sud d'une ligne définie par l'axe des voies et limites suivantes : depuis la limite territoriale de la commune de Maillot, routes départementales 606 et 606 A, avenue de Senigallia, rue du Général-de-Gaulle, boulevard du 14-Juillet, rue de Tivoli, rue René-Binet, rue de la Planche-Barrault, boulevard du Maréchal-Foch, boulevard Winston-Churchill, place Étienne-Dolet, boulevard de Verdun, rue du 19-Mars-1962, route départementale 46, jusqu'à la limite territoriale de la commune de Saligny. |
| 18 | Thorigny-sur-Oreuse   | 17                   | La Chapelle-sur-Oreuse, Compigny, Courlon-sur-Yonne, Cuy, Évry, Gisy-les-Nobles, Michery, Pailly, Perceneige, Plessis-Saint-Jean, Saint-Denis, Serbonnes, Sergines, Soucy, Thorigny-sur-Oreuse, Vinneuf, Voisines. |
| 19 | Le Tonnerrois         | 52                   | Aisy-sur-Armançon, Ancy-le-Franc, Ancy-le-Libre, Argentenay, Argenteuil-sur-Armançon, Arthonnay, Baon, Bernouil, Chassignelles, Cheney, Collan, Cruzy-le-Châtel, Cry, Dannemoine, Dyé, Épineuil, Flogny-la-Chapelle, Fulvy, Gigny, Gland, Jully, Junay, Lézinnes, Mélisey, Molosmes, Nuits, Pacy-sur-Armançon, Perrigny-sur-Armançon, Pimelles, Quincerot, Ravières, Roffey, Rugny, Saint-Martin-sur-Armançon, Sambourg, Sennevoy-le-Bas, Sambourg, Sennevoy-le-Bas, Sennevoy-le-Haut, Serrigny, Stigny, Tanlay, Thorey, Tissey, Tonnerre, Trichey, Tronchoy, Vézannes, Vézinnes, Villiers-les-Hauts, Villon, Vireaux, Viviers, Yrouerre. |
| 20 | Villeneuve-sur-Yonne  | 12                   | Armeau, Les Bordes, Bussy-le-Repos, Chaumot, Dixmont, Étigny, Marsangy, Passy, Piffonds, Rousson, Véron, Villeneuve-sur-Yonne. |
| 21 | Vincelles             | 36                   | Andryes, Charentenay, Coulangeron, Coulanges-la-Vineuse, Courson-les-Carrières, Druyes-les-Belles-Fontaines, Escamps, Escolives-Sainte-Camille, Étais-la-Sauvin, Fontenailles, Fontenoy, Fouronnes, Gy-l'Évêque, Irancy, Jussy, Lain, Lainsecq, Levis, Merry-Sec, Migé, Molesmes, Mouffy, Moutiers-en-Puisaye, Ouanne, Sainpuits, Saint-Sauveur-en-Puisaye, Sainte-Colombe-sur-Loing, Saints, Sementron, Sougères-en-Puisaye, Taingy, Thury, Treigny, Val-de-Mercy, Vincelles, Vincelottes. Vincelles, Vincelottes. |

## Territoire de Belfort(90) - 9 cantons
| N° | Nom du Canton        | Nombre de communes entières | Communes composant le canton |
| -- | -------------------- | --------------------------- | --- |
| 1  | Bavilliers           | 5                           | Bavilliers, Cravanche, Danjoutin, Essert, Pérouse. |
| 2  | Belfort-1            | fraction Belfort            | Partie de la commune de Belfort située à l'ouest d'une ligne définie par l'axe des voies et limites suivantes : depuis la limite territoriale de la commune de Cravanche, rue de la 1re-Armée, ligne de chemin de fer de Paris à Mulhouse, ligne de chemin de fer de Dole à Belfort, jusqu'à la limite territoriale de la commune de Danjoutin. |
| 3  | Belfort-2            | fraction Belfort            | Partie de la commune de Belfort située à l'intérieur d'un périmètre défini par l'axe des voies et limites suivantes : depuis la limite territoriale de la commune de Danjoutin, ligne de chemin de fer de Dole à Belfort, ligne de chemin de fer de Paris à Mulhouse, avenue André-Koechlin, avenue Charles-Bohn, avenue d'Alsace, rue des Lavandières, rue de la Croix-du-Tilleul, rue Charles-Gounod, cours de la Savoureuse, quai Vauban, avenue du Capitaine-de-la-Laurencie, rue Xavier-Bauer, rue Louis-Aragon, rue du Général-François-Benoît-Haxo, rue de la Paix, avenue d'Altkirch, rue de Danjoutin, jusqu'à la limite territoriale de la commune de Danjoutin. |
| 4  | Belfort-3            | fraction Belfort            | Partie de la commune de Belfort non incluse dans les cantons de Belfort-1 et de Belfort-2. |
| 5  | Châtenois-les-Forges | 16                          | Andelnans, Argiésans, Banvillars, Bermont, Botans, Bourogne, Buc, Charmois, Châtenois-les-Forges, Chèvremont, Dorans, Meroux-Moval, Sevenans, Trévenans, Urcerey, Vézelois. |
| 6  | Delle                | 16                          | Beaucourt, Courcelles, Courtelevant, Croix, Delle, Faverois, Fêche-l'Église, Florimont, Joncherey, Lebetain, Lepuix-Neuf, Montbouton, Réchésy, Saint-Dizier-l'Évêque, Thiancourt, Villars-le-Sec. |
| 7  | Giromagny            | 22                          | Anjoutey, Auxelles-Bas, Auxelles-Haut, Bourg-sous-Châtelet, Chaux, Étueffont, Felon, Giromagny, Grosmagny, Lachapelle-sous-Chaux, Lachapelle-sous-Rougemont, Lamadeleine-Val-des-Anges, Lepuix, Leval, Petitefontaine, Petitmagny, Riervescemont, Romagny-sous-Rougemont, Rougegoutte, Rougemont-le-Château, Saint-Germain-le-Châtelet, Vescemont. |
| 8  | Grandvillars         | 33                          | Angeot, Autrechêne, Bessoncourt, Bethonvilliers, Boron, Brebotte, Bretagne, Chavanatte, Chavannes-les-Grands, Cunelières, Éguenigue, Fontaine, Fontenelle, Foussemagne, Frais, Froidefontaine, Grandvillars, Grosne, Lacollonge, Lagrange, Larivière, Menoncourt, Méziré, Montreux-Château, Morvillars, Novillard, Petit-Croix, Phaffans, Recouvrance, Reppe, Suarce, Vauthiermont, Vellescot. |
| 9  | Valdoie              | 8                           | Denney, Éloie, Évette-Salbert, Offemont, Roppe, Sermamagny, Valdoie, Vétrigne. |